# 西藏独立运动

藏人行政中央所使用的雪山狮子旗

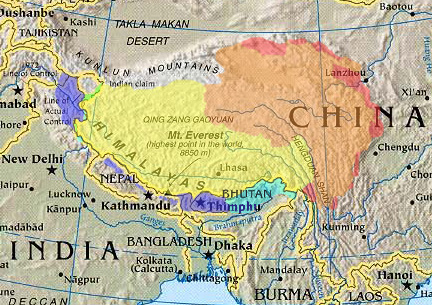
黃色為現有的西藏自治區，橘色及黃色為藏人行政中央主張历史意义的大西藏地区，紅色為中华人民共和国所設的藏族自治州，歷史上為藏人及漢人的爭議區域。淺藍色為中华人民共和国宣称擁有，被印度实际控制的藏南地区。深藍色為傳統上不屬於西藏的历史上属于西藏文化圈的地区，今印控克什米爾、錫金和不丹。

西藏獨立運動（藏語：བོད་རང་བཙན，威利转写：Bod rang btsan，THL：Bö rang tsen），又稱藏獨運動，簡稱藏獨或西藏獨立，是主张藏區成为一個主權國家的一系列運動。藏区與中原王朝在歷史上有不同程度上的交往，吐蕃建國後和唐朝多次發生戰爭，之後吐蕃分裂，元朝時與薩迦派建立联系。在清朝中期西藏开始接受清廷駐軍保護，然而到了清末，随着英国远征西藏的爆发及主權意識的抬頭，清朝方面积极主張傳統的中藏關係是臣屬關係，因此中國對西藏擁有主權。而辛亥革命后宣布独立的西藏方面则認為歷史上雙方是一種「供施」與朝貢關係，並非西方「主權」的觀念。中華民國建政後宣稱繼承清朝對西藏的主權，遭達賴喇嘛（13世）、英国、蘇聯、推動分離主義時期的中國共產黨的反對，其中英国与苏联认为当时的中国对西藏只有宗主权而非主权。国民政府及其后的中華民國政府曾在拉萨設立辦事處，但在1949年第二次國共內戰末期遭到驅逐。
1950年10月6日，中华人民共和国与西藏噶廈政府谈判破裂后，解放军發動了昌都戰役，於19日攻占了康区首府昌都。三日後的21日，藏军在沒有后路下被迫投降。解放军殲滅5,700餘名藏军，俘虏了包括昌都总管阿沛·阿旺晋美在内的军官和2,600余名士兵。其後，中华人民共和国与阿沛·阿旺晋美签订了《和平解放西藏十七條協定》，建立了中华人民共和国對西藏之主权。這場1950年的戰事，中共稱之為西藏和平解放，当时的藏軍及部分國際媒體或學術著作稱之中國入侵西藏（Chinese invasion of Tibet）、吞併西藏（annexation）或侵略西藏（aggression），中华民国称之为人民解放军入侵西藏。
1959年藏区骚乱，第十四世達賴喇嘛與高官流亡印度，成立西藏流亡政府，主張西藏独立和大藏區自治，十七條協議被雙方廢止。1987年西藏地區开始爆發一連串衝突，導致1989年3月中國政府在西藏宣布戒严，不久1989年六四事件爆發，官方的壓力使對立再度升高。當前世界國家並不承認其是主權獨立的國家，流亡藏人自己對追求獨立還是自治還沒有共識，但西藏獨立運動仍然有一定的影響力。

## 西藏歷史背景

### 吐蕃帝國
雅鲁王朝赞普松贊干布於7世紀初建立吐蕃，是藏族政權首次統一青藏高原，延續兩百多年，鼎盛時期疆域囊括今中国西藏、青海、甘肃、四川康巴地区，天山以南新疆和云南西北部，尼泊尔、不丹全境，以及中亚和印度北部部分地區。吐蕃与同时期统治汉地的唐朝在军事上均为强国，双方时而友好，时而交战，直至9世纪两者均衰落下来。

### 吐蕃分裂時期
842年，吐蕃末代赞普朗达玛因反佛而被佛教僧人暗杀，其子云丹与俄松争夺王位。双方的支持者发生大规模交战，吐蕃大乱，不堪重负的農民起兵造反，最后演变为吐蕃臣民大反叛，蔓延到吐蕃全境。吐蕃遂变成四分五裂的局面，无法再次统一，被称为吐蕃分裂时期。此时统治汉地的宋朝与分裂中的吐蕃有一定程度的交往。

### 各教派統治時期

#### 薩迦巴与元治时期
中國主張中原王朝对西藏進行直接管治的歷史始于元朝，元朝时期的西藏政教合一制趋于定型，逐步形成了政教权力的高度统一，便于蒙古人对西藏的统治和治理，而且元朝在西藏設立了基层组织。
1240年蒙古征服吐蕃（今西藏）。1260年，元世祖忽必烈召集擁護自己的各路蒙古宗王在開平府召開忽里勒台大會，舉行例行的大汗選舉儀式，宣佈即蒙古大汗（大蒙古國皇帝）位。忽必烈建號「中統」，意即中原正統，并將西藏薩迦派八思巴封為國師、中原法王。
1270年忽必烈将国师一职升級建立帝師制度，封八思巴为帝师、大寶法王，輔助元朝國政，並設置总制院（后改名为宣政院）。宣政院為專管全國佛教事務的機構，兼管設立於吐蕃的三個宣慰使司都元帥府（即吐蕃等處、吐蕃等路、烏思藏納里速古魯孫等三路）。薩迦派法王通过出任宣政院使统治西藏，被称为薩迦巴政权。宣政院亦派出薩迦本钦来管理西藏本地事务，通常由薩迦派法王提名并由元朝皇帝任命。
1271年12月，將國號由「大蒙古國」改為「大元」，宣布元朝為繼承於三皇五帝、秦朝、漢朝、魏晉南北朝、隋朝、唐朝、五代、北宋、金朝統治中原的正统王朝。
1279年，元軍攻入崖山，南宋滅亡。西藏同步與中原地區進行清查全國戶口，建立驛站系統，並在衛藏地區劃分十三萬戶行政區，十三萬戶上有三個元帥府。
元朝在西藏驻军和设立官府以保证对西藏的统治和政令的推行。元朝在政治上控制了西藏的同时，在文化等層面也受到西藏很大的影響。藏傳佛教在忽必烈的推崇下，在社會與政治上均有很高的地位。此外八思巴曾經根據忽必烈的要求，按照藏文字母的拼音方式創造了「八思巴文」，被作为国字颁行全国。不过，元朝中後期以来薩迦派受到止貢噶舉派的挑戰。

#### 帕木竹巴
西藏的絳曲堅贊于1358年的元末时期彻底击败元朝支持下的薩迦巴政權，控制了衛藏的主要地區，被称为帕竹政權。同年，元朝末代皇帝元順帝封絳曲堅贊為大司徒，帕竹政權正式取代了薩迦派在西藏的地位。絳曲堅贊在行政上推行宗谿制度，以十三個宗取代元朝的十三個萬戶。各宗设有宗本，由绛曲坚赞直接任免。宗谿制度直到中華人民共和國成立西藏自治區後才被廢止。

#### 仁蚌巴
1432年，扎巴堅贊過世，帕木竹巴逐漸被其大臣仁蚌巴架空。到後來，帕竹已經是形同傀儡，事實上完全無法影響西藏的政局。雖然帕竹的第悉稱號一直保持到甘丹頗章政權建立的時候（1642年），但是，從仁蚌巴專權開始算起，一直到後來1565年藏巴王朝建立為止，通常稱為「仁蚌巴統治時期」。

#### 藏巴汗
1565年，原本擔任仁蚌巴手下官員的辛廈巴·才丹多吉起兵造反，先後佔據香、八囊倫珠孜、帕日等宗管轄的地域。一年以後，辛廈巴的勢力範圍已囊括后藏的大部分地区，他因此自稱為「藏巴加波」（「藏 」即今日喀則一帶；「加波」則是國王的意思），史稱藏巴汗。

#### 明藏關係
明朝與吐蕃的關係存在爭議。明朝對西藏的政權採取多封眾建的政策，對具有實權的勢力均封為王。不過此政策是否代表當時的西藏為明朝的一部分，對此則有不同的看法。接受明朝冊封的其他諸王也不透過帕木竹巴政权而直接與明朝交往。但在明朝官員主持下，帕木竹巴還不得不向薩迦派移交薩迦寺。明朝的影響力仍然存在，儘管从未在西藏派駐軍隊而且並無任何有行政權力的官吏。
尽管清朝官修的《明史·地理志》声称“计明初封略，东起朝鲜，西据吐蕃，南包安南，北距大碛”，但依照《明史》的結構来看，吐蕃并不是明帝國的一部分。明代朝野所繪地圖常將吐蕃畫在明帝國之外，有學者認為是外國，有學者認為是間接治理，《中国歷史地圖集》的主編人譚其驤亦表示：「（明朝）對青藏高原的统治是很薄弱的，只是一种羁縻关系而已，真正的统治是谈不上的」，又表示明朝與吐蕃的关系远远赶不上元朝及清朝对西藏的关系。但與唐朝相比，明朝和吐蕃沒有發生大型戰爭，使明朝得以專注應付北方。

#### 甘丹頗章
1642年，蒙古和碩特部首领固始汗發兵灭亡藏巴汗政权，在青藏高原建立和硕特汗国，成為實際統治西藏的汗王和格鲁派的护教法王。固始汗面見了五世達賴喇嘛，將卫藏所得赋税全部贡献给后者。自此，西藏的教派紛爭以格魯派的勝利告終。五世達賴喇嘛在固始汗的支持下確定了其在西藏的統治地位，其政权被称为甘丹頗章政权。

### 清治时期
1720年，清朝军队击败灭亡和硕特汗国并占领西藏的准噶尔汗国军队，史称驱准保藏。自1720年代以来，清朝开始在西藏地区驻军并设置驻藏大臣。1751年乾隆帝頒佈由领兵入藏的四川总督策楞制订的《西藏善後章程》十三条。西藏建立噶廈政府（西藏的說法是由第七世達賴喇嘛建立噶廈政府，中國的說法是由乾隆帝建立），長官為噶倫，秉承達賴喇嘛、駐藏大臣旨意辦事。後來由平定廓爾喀的大軍統帥福康安跟達賴與班禪等制订出的章程稱為《欽定藏內善後章程》二十九條，確立驻藏大臣與达赖喇嘛和班禅喇嘛平等的權力。到18世纪末清朝在西藏的权威达到顶峰，但随后由于自身的衰落而逐渐削弱。

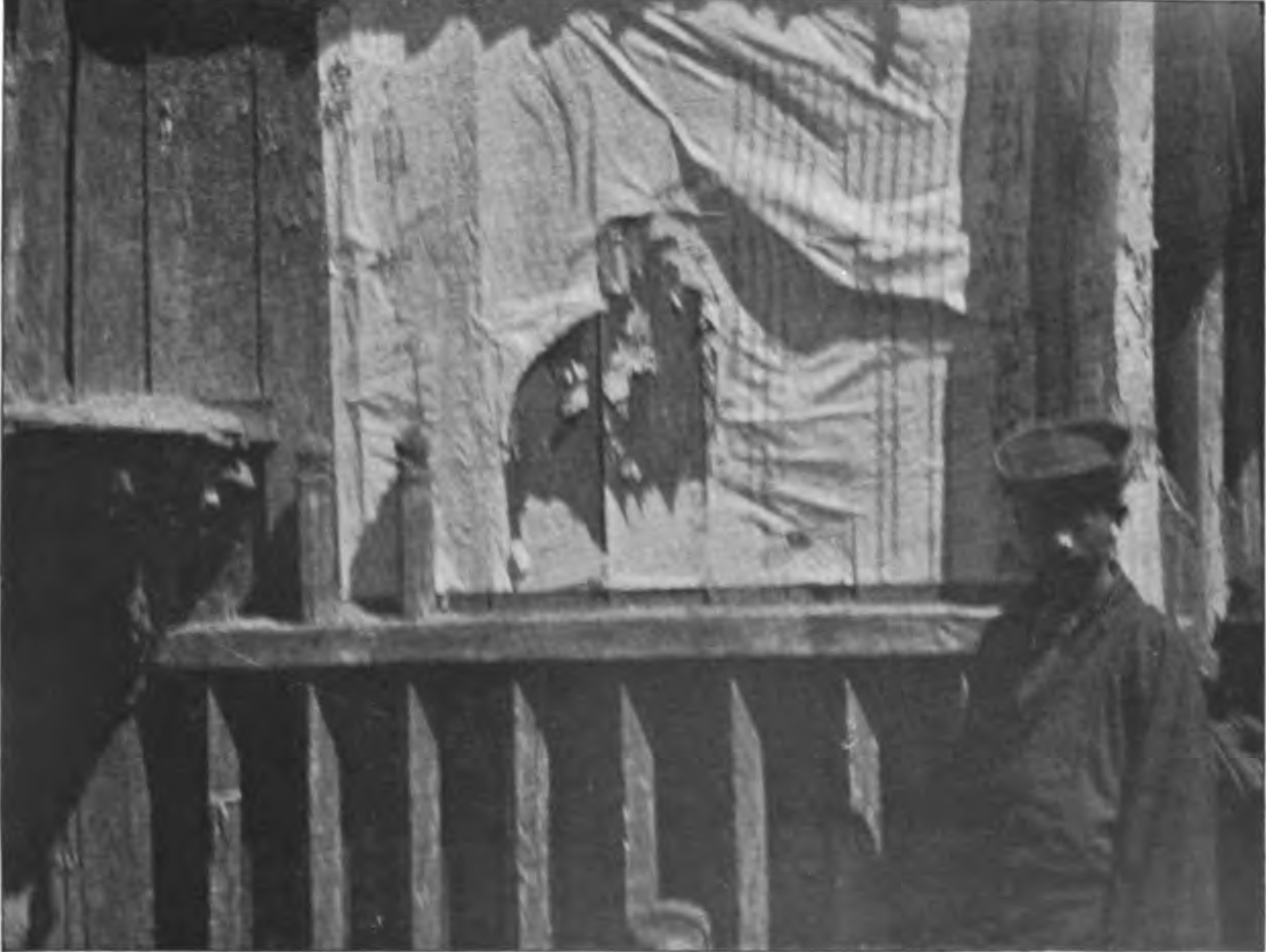
光緒帝剝奪達賴喇嘛封號的公告迅速被藏民扯破

依據中英《煙臺條約》的規定，清政府在1885年11月給以馬科雷為首的入藏使團成員頒發了護照，允許英人從印度到西藏進行考察。西藏政府認為這是英國入侵的前奏，不认为中国有权利给予他国派使节的许可，也不承认英国人有权利派使节前来，決議不允許英人入藏，導致了土鼠年戰爭。1904年，英国军队从英属印度入侵西藏，十三世达赖喇嘛土登嘉措（1876年-1933年）逃离西藏。駐藏大臣有泰沒有代表清政府在《拉薩條約》上簽字，聲稱中國無權代表西藏簽訂有關條約，此舉被認為令中國對西藏的主權受到質疑，中國學者廉湘民對此作出反駁，因為清朝當時也不滿條件，故有拒絕簽字的其他動機。後來英国于1906年与清政府签订了《中英續訂藏印條約》，英国同意不占并藏境及不干涉西藏一切政治，而中国则应允不准他国干涉藏境及其一切内治。

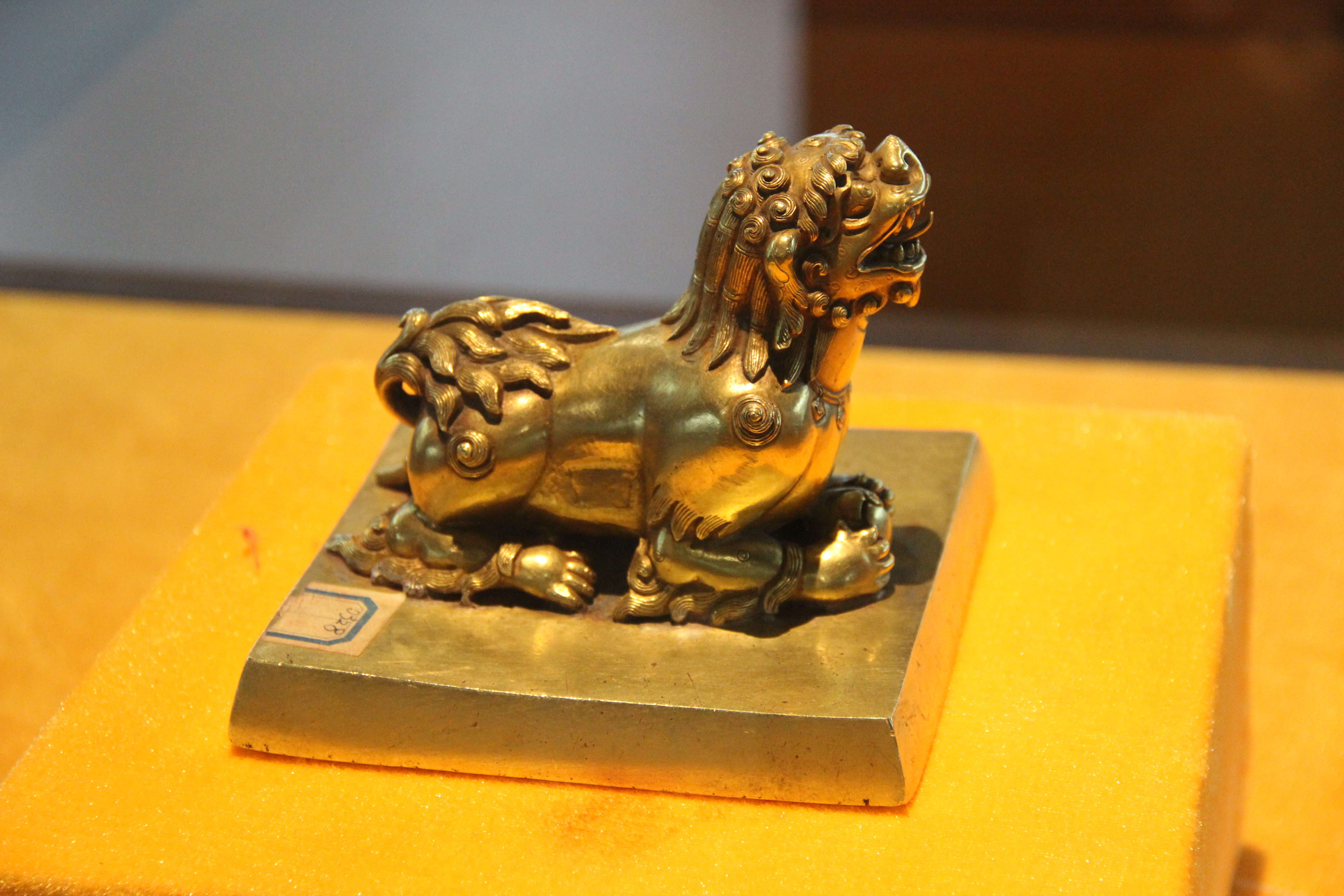
西藏僧俗1909年獻給達賴喇嘛的金印

1909年12月21日，十三世達賴回到拉薩，受到西藏各界人士的歡迎。西藏僧俗捐資鑄了一枚金印，獻給達賴喇嘛，從此達賴喇嘛在重要文件與敕令上只蓋此印，這是擺脫清朝皇帝名義統治的策略之一。
1910年2月，鐘穎統帥二千餘名清軍抵藏，加強對西藏的統治，十三世達賴喇嘛出走。清政府在1910年2月25日宣佈罢免十三世达赖喇嘛，并加强了对西藏的鎮壓。1910年3月14日，十三世達賴喇嘛與當時印度總督明圖伯爵會面，要求英國依守《拉薩條約》，協助西藏與清政府交涉，但是明圖遵照英國政府的指令加以婉拒。達賴也對明圖表示不承認西藏沒有參與的《中英藏印條約》與《中英續訂藏印條約》。

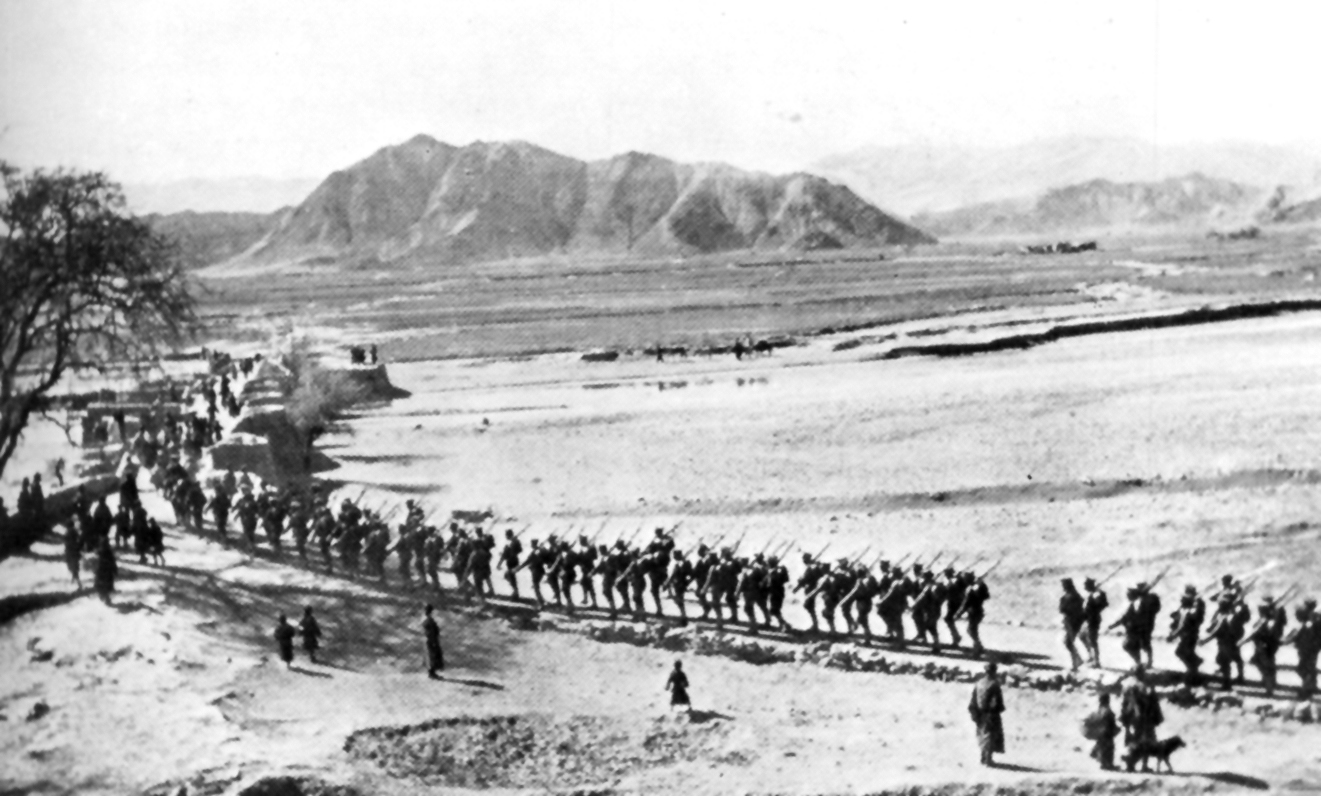
1912年清軍撤離拉薩

1911年随着辛亥革命的爆发，边疆非汉族地方产生动荡和骚乱，軍紀较差的驻藏清军也发生了内讧，当地局势混乱。1912年2月，清朝統治者發布退位詔書，宣布中華民國為其繼承政權：「總期人民安堵，海宇乂安，仍合滿、漢、蒙、回、藏五族完全領土為一大中華民國」。但到3月原驻藏清军因攻击寺庙而与西藏民军开战，随后西藏宣布驱逐在藏满汉官员，而支持漢人的喇嘛和部分噶廈政府的人員都被殺害。有學者指出西藏人民不願意從效忠清朝統治者轉而效忠新成立的民國政權。
至1912年底原清朝驻藏大臣和驻藏清军全部离开西藏，史称第一次驅漢事件。此後北洋政府沒有官員常駐西藏。

### 1912年至1951年
从1912年至1949年，西藏不接受中華民国政府管治，但中国未放弃对西藏的主权聲索，因故西藏雖然有了治權和政府，但並未獲得大國的承認。
西藏在清朝覆滅後與尼泊爾、不丹建立邦交，並與外蒙古相互承認獨立，1913年通過《蒙藏條約》，「兩國」關係正常化。但当时的西藏噶厦或者是藏传佛教的神职人员都似乎从未对这一条约表示认可，俄国政府则表示，身为布里亚特人，阿旺德尔智是俄国的臣民，因此他无法以达赖喇嘛代表的身份参与外交事务。而《恰克圖條約》中俄國仍承認中國對外蒙的宗主權，而中國承認外蒙的自治權，認為當時不屬於獨立國家的外蒙古沒有資格承認西藏獨立，尼泊爾、不丹當時為英國的保護國，無外交權。

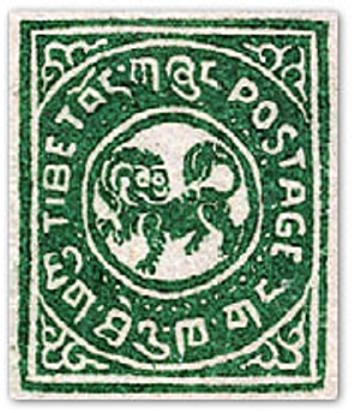
西藏1912年發行的雪獅郵票

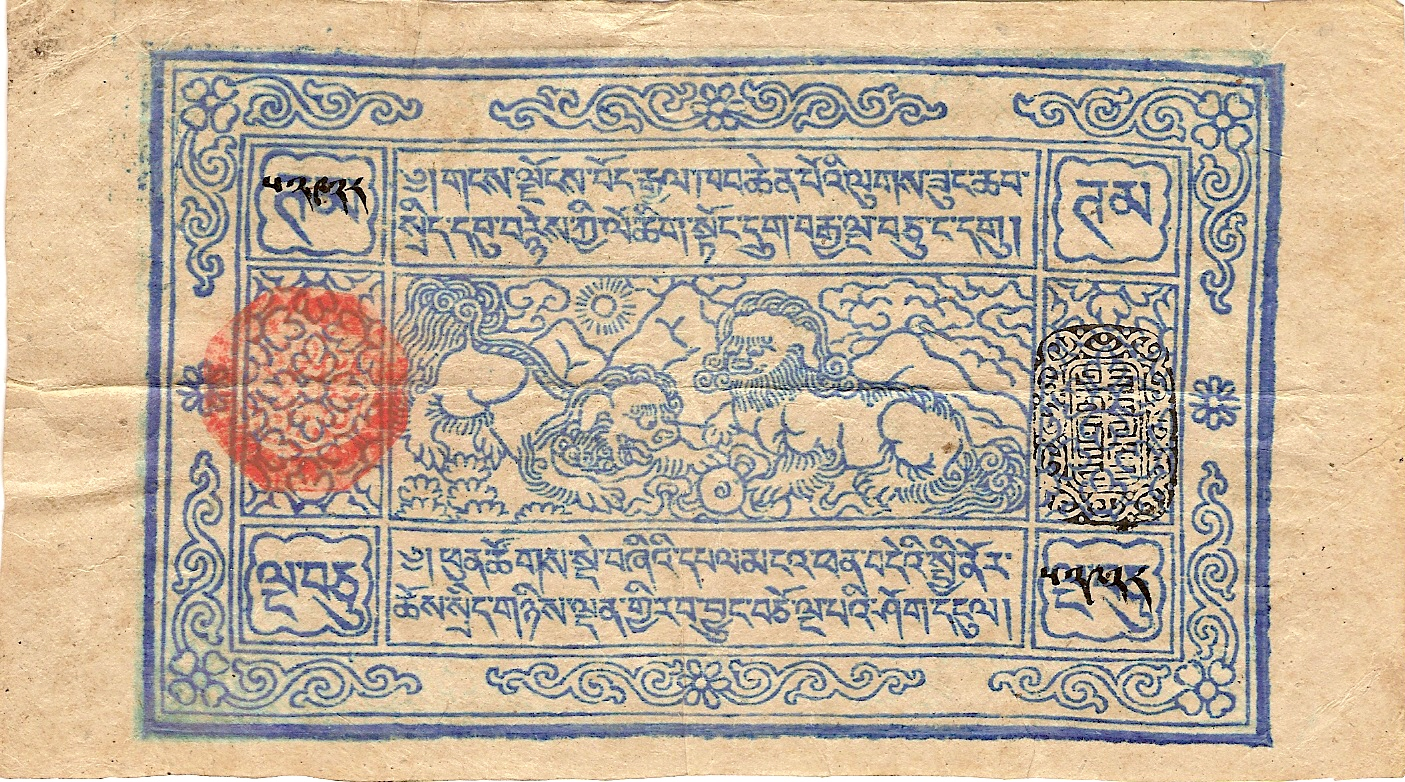
西藏1913年發行的藏鈔

1912年1月1日中华民国正式成立后，中國政府先后在3月11日颁布的《中华民国临时约法》、4月22日下达的《大总统袁世凯命令》和1914年5月颁布的《中华民国约法》中强调对西藏的主权，而非英国所说的宗主权。10月28日，袁世凱下令恢復達賴喇嘛封號，十三世達賴喇嘛回說，他不向中國政府要求任何封號官位，他將在西藏進行政教的統治。达赖喇嘛于2月13日发表聖地佛諭公告，宣布「藏區」独立。達賴喇嘛實行的新政包括首次發行紙幣，發行雪獅郵票，建立現代郵政系統等。
十三世达赖特使伦钦夏扎·班覺多吉、英印政府外交政务秘书亨利·麦克马洪以及中华民国政府之西藏宣抚使陈贻范，于1913年10月13日在印度的西姆拉举行会议。夏扎·班觉多吉提出六項要求。主要內容有：（一）西藏獨立。1906年在北京簽訂之中英條約無效。（二）劃定中藏邊界。其界線盡括青海全部及川邊各地。（三）1893年暨1908年之藏印通商章程由英藏修改，中國不得過問。（四）中國不得派員駐藏。華商無西藏所發護照，不准入境。英国欲仿照蒙古分治的方法，将西藏分为自治的外藏和由中国管理的内藏，并使中国政府承认对西藏行使的只是宗主权而非主权。1914年7月西藏和英国签署了《西姆拉條約》，而北洋政府拒絕簽署。此后历届中国政府都不承认“麦克马洪线”。
1918年，達賴喇嘛正式頒布雪山獅子旗為西藏國旗，規定以後藏軍也只能使用國旗。
1927年5月，苏联通过外蒙古代表团与西藏政府谈判，试图与西藏建立外交关系，并曾于1928年派遣苏蒙联合代表团访问拉萨。1928年7月，南京政府成立蒙藏委員會，9月，流亡內地的九世班禪和國民政府取得聯繫。1929年1月，班禪駐京辦事處成立，和國民政府建立了直接的政府聯繫。9月，十三世達賴決定主動與國民政府接觸，國民政府代表官員奉使入藏。隨後西藏政府在南京和北京等地設立辦事處。
1933年12月17日，第十三世達賴喇嘛在布達拉宮圓寂。1934年1月12日，國民政府派黃慕松為致祭冊封達賴專使。1月24日，西藏公推熱振·圖旦絳白益西丹巴堅贊為攝政。黃慕松在趕赴西藏的途中，西藏內部以龍廈·多吉次傑總司令為首的勢力決定發動西藏獨立，計劃先暗殺自主派（反對外力變更西藏）首領澤墨，再派兵至都昌阻止國民政府勢力入藏，但由於有人告密，龍廈被捕，挖去雙眼終身監禁（龍廈事件），首席噶倫澤墨宣佈服從十三世達賴遺訓與中國和好。黃慕松在藏期間，噶倫公文以漢藏政府並稱，說（中國與西藏）至第五世达赖喇嘛的時候才產生漢藏檀越關係。黃慕松完成中藏會談後，建議國民政府協助班禪返藏（班禅於1937年12月病逝）、籌備西康省（1939年1月建省，省主席劉文輝）。民国政府也派遣吴忠信率使团，参与了第十四世达赖喇嘛坐床典礼。

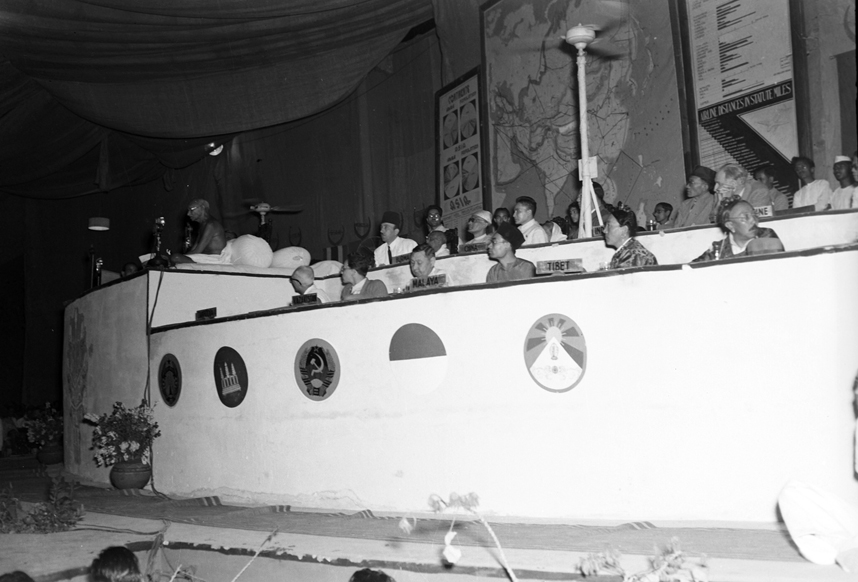
1947年的亞洲關係會議期間，兩位西藏代表（右前）之前可以看到圓形版本的雪山獅子旗。最左發言者為聖雄甘地。

國民政府隨後面臨中共崛起與日本、蘇聯接連侵犯中國東北等內憂外患，國民政府無暇顧及西藏事務，雙方關係沒有進一步的發展。1941年7月，國軍計劃開闢康印公路來解決日本對中國的交通封鎖，遭受藏軍阻攔（康印公路事件）。1942年7月6日，西藏宣佈成立「外交局」。當時的西藏政府已經與尼泊爾、不丹建立邦交，英國與蘇聯認為中國對西藏僅有宗主權，而非主權。

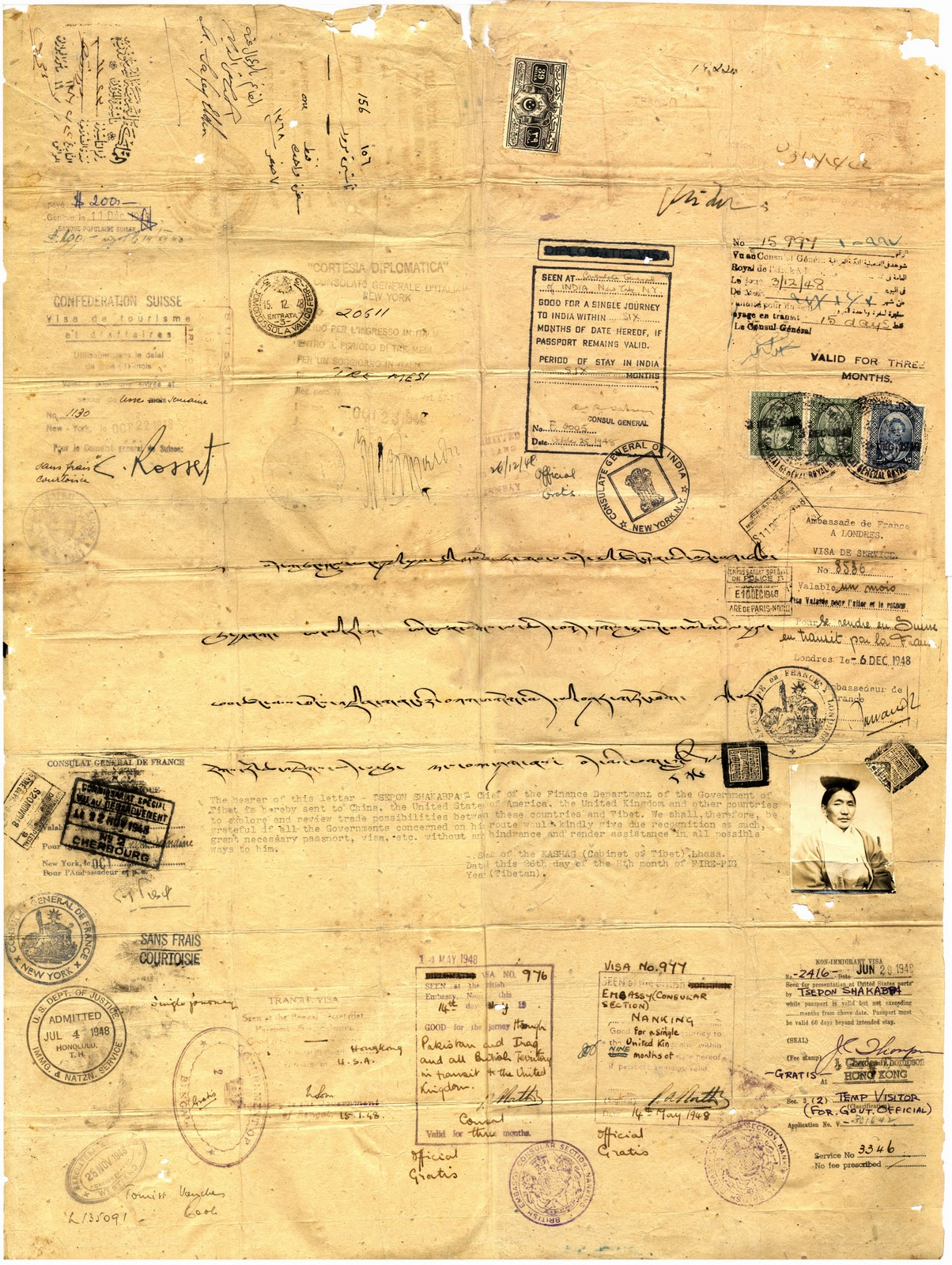
1947年噶廈发给夏格巴·旺秋德丹的出國護照

1930年代，在康區发生了三次“康人治康”运动，即1932年的巴安事變、1935年的诺那事變和1939年的甘孜事變。
尼泊尔是最早申請加入聯合國的國家之一。1949年7月22日，在尼泊尔申请加入联合国的官方文件中，按如下顺序列举了与六个主权独立国家的外交关系：英国、西藏、法国、美国、印度、不丹。由于联合国要求申请加入的国家必须证明自身是主权独立的，其中一项要求，就是申请国须获得其它主权独立国家的承认。

#### 中共對藏態度
1922年中共二大宣言中表明不僅要解放中國，還要解放蒙古、西藏、新疆，強調民族自決與自由聯邦建立真正的共和國。毛澤東宣佈「蘇維埃民族政策的出發點就是將一切受壓迫的少數民族，爭取和團結到蘇維埃的周圍，以壯大革命力量，反對帝國主義和北洋军阀」。
1934年中共通過〈全國蘇維埃代表大會〉其憲法大綱提出：「中華蘇維埃政權承認中國境內少數民族的民族自決權，承認各弱小民族有自中國脫離，自己成立獨立國家的權利。凡居住在中國的地區的，他們完全擁有自決權，加入或脫離中國蘇維埃聯邦。」結果不如中共預期，西藏民族主義者並未如台灣、朝鮮、東突厥斯坦、蒙古等分離主義者與中國共產黨建立合作關係，相反由於共產主義者將宗教視為鴉片，認為迷信破壞勞動者的階級團結，軟化了鬥爭意識，引起藏民的反感。蘇聯佔領外蒙古後於1924年協助建立蒙古人民共和国政權，並在蘇聯影響下對蒙古內部進行階級革命與宗教審判，這類宗教迫害讓西藏感到強烈不安，擔憂布爾什維克的革命會滲透到西藏，因此西藏民族主義者對於赤色革命相當拒斥。十三世達賴喇嘛在遺囑中對於共產主義下西藏將要遭受苦難也做出說明。
康区在中国工农红军第四方面军协助下，1935年10月格勒得沙共和国成立，1936年5月博巴人民共和国成立，二者均加入中华苏维埃共和国西北联邦。1936年7月，红四方面军北上，格勒得沙共和国和博巴人民共和国随之结束独立。
此段時期内，由于增稅等問題，第九世班禅離開西藏，由此西藏全境被以達賴喇嘛爲首的噶廈控制。1949年9月解放軍占領西寧，第十世班禅即派人同中共联系，中共便利用班禪與達賴間的矛盾，拉攏班禪，孤立達賴喇嘛，以期達成「分而治之」的目標。日後張國華在其〈革命回憶錄〉裡毫不避諱的表示：「班禪返藏，那是代表著西藏愛國力量增強了」。
从1912年至1949年中華民國大陸時期，英國一直希望西藏成為印度的屏障，不希望中國或俄國控制西藏。1934年，第十三世达赖喇嘛圆寂后，政務由摄政热振活佛主持。热振活佛傾向國民政府，并成为后来的第十四世达赖喇嘛的第一任经师。但在政治斗争中，热振活佛不敌其政敌，死于狱中，由达扎摄政主持政務，印度獨立及中共建政後，對西藏構成政治衝擊。
1949年7月，噶廈政府下令將中華民國政府駐拉薩辦事處人員全數驅逐出境。由於駐藏辦事處未經噶廈批准，因此藏方認為該單位並不具合法地位。

### 中華人民共和国時期
1949年10月1日中華人民共和國成立，当时中國共產党实际控制区域尚未及於西藏等西南地區，北京的广播电台宣称：“中国人民解放軍一定要解放包括西藏、内蒙、海南、台湾在内的中国领土”。同日班禪代表西藏人民致電中國共產黨中央委員會主席毛澤東和中國人民解放軍總司令朱德，祝贺新中国诞生，并表示：「兹幸在鈞座領導之下，西北已獲得解放，中央人民政府成立……西藏解放指日可待，班禪僅代表全西藏人民，向鈞座致上祟高無上的敬意，並矢擁護之忱」。毛泽东和朱德覆電：「西藏人民是愛祖國而反對外國侵略的，他們不滿意國民黨反動政府的政策，願意成為統一富強的各民族平等合作的新中國大家庭的一份子。中央人民政府和中國人民解放軍必能滿足西藏人民的這個願望」。
1950年10月1日，中共中央西南局、西南軍區、第二野戰司令部聯合發出「進軍西藏政治動員令」。10月19日中国人民解放军攻克昌都，藏军于10月21日投降，解放军俘虏了包括多麦总管阿沛·阿旺晋美在内的军官和2600余名士兵，擊斃4000千餘名西藏士兵（另一說擊斃5700人），同時對外宣稱西藏和平解放。印度副總理瓦拉拜·帕特爾給尼赫魯的信中：「中國政府試圖以和平表白來欺騙和愚弄我們，我個人認為，所謂以和平方式解決西藏問題的說法在如此關鍵時刻，讓我們的大使產生了夢幻般的信任。中國人無疑為了對西藏展開軍事行動而在集中力量，我認為中國的行為是一種背信棄義」。中共則強調：「解放西藏人民驅逐外國勢力和影響，讓西藏人民擺脫壓迫，自由享受民族區域自治和宗教信仰自由的神聖義務」。
1951年5月23日，以阿沛·阿旺晋美为首的五人代表团前往北京，同中國政府签订《和平解放西藏十七条协定》，其后解放军进驻西藏地区。中國政府与达赖达成协议，在西藏暂不进行政治制度的变更，因此有台湾学者认为十七條協議正是一國兩制的濫觴。與此同時，中共在西藏周邊的四川、云南、甘肃和青海等省份進行土地改革，包括鼓动藏族傳統聚居區人民对藏族地主进行阶级斗争。達賴喇嘛於1951年10月24日致電中國共產黨中央委員會主席毛澤東，表示擁護十七條協議；兩天後毛澤東覆電祝賀，同日解放軍進入拉薩。
據達賴喇嘛及班禪喇嘛的記述，1951年，中國人民解放軍進入拉薩後違背原有承諾向拉薩徵用大半現有存糧，使拉薩面臨前所未見的瀕臨饑荒邊緣，解放軍張經武將軍甚至向達賴喇嘛強索2萬噸大麥，但噶廈政府表示已無能為力，有關學者認為要不是印度即時出口稻米，西藏情況可能早就失控，亦有說法認為周恩來、李維漢也承認把西藏糧食徵收光了，民間私藏少數庫存食物則被鬥爭運動挖光了。1950年12月，毛泽东在给西藏阿里的地方官员的信中指出：“人民解放军入藏部队都由中央人民政府供给，决不侵扰老百姓。”，又指出從1951年冬到1954冬，中方共開墾荒了「地61000畝，修水渠20000多米，收穫糧食35萬多公斤、土豆76萬多公斤、蔬菜600多萬公斤」，宣稱緩解了物資供應危機。
1953年開始，中共在鄰近西藏的安多與康等藏人聚集地推行「社會主義改造」過於激進，被認為是企圖消滅当地的藏族傳統文化與宗教信仰，造成地方暴發反抗運動:117。參與反抗的西藏人除了與解放軍打游擊戰，也聚集到尚未施行土改的西部避難，造成後來反抗人士在拉薩大集合。
1954年在解放軍西藏軍區的協助下，「愛國青年文化聯誼會」、「拉薩愛國婦女聯誼會」等組織紛紛成立，有計劃性的開始對當地人民進行政治思想的改造；同年，中共頒布憲法片面取消了原有《十七條協議》裡的西藏特殊自治狀態，與中華人民共和國一體化，並在西藏自治區籌備委員會下設的行政管理部門以漢人主導行政事務，西藏代表遭架空成了掛名官員。
1955年，第十六世噶瑪巴活佛下令四大弟子夏瑪巴仁波切、泰錫度仁波切、蔣貢康楚仁波切、嘉察仁波切逃往海外，十六世噶瑪巴也於1959年2月4日率領160人出走不丹、錫金、印度。
1956年，駐西藏十八軍參謀長李覺、後勤部長秦志植、政治部主任洪流等人曾上報毛澤東建議：「西藏一團人費用等於駐內地三師人，勞民傷財；鄰國印度獨立不久，不可能威脅西藏」被毛澤東認定為「思想叛黨」並冠上「有意誇大西藏地區艱苦」、「出賣祖國邊疆」等罪名，遭到集體整肅，牽連400餘人。夏季，中共在康區、安多等地推動政治改革與土地革命過於激進，密集對僧侶與寺院進行清算批鬥引發民怨。西藏人民會議（西藏地下組織）組建游擊隊武裝反抗，青海、甘肅、四川藏區也發起串聯進行反抗。達賴喇嘛在參加印度釋迦牟尼佛入寂2500週年儀式上，於德里與尼赫魯、周恩來會談中表明對近期西藏局勢惡化的憂慮，並尋求政治避難的可能。中共政府隨即宣布延緩「民主改革」，同時撤除西藏部份中國官員，解放軍則開始對「叛亂份子」進行清洗運動。印度外交官事後質疑尼赫魯當時無法認清中华人民共和国的野心。
中共在康區和安多地區積極推行改革結果導致情勢惡化，1956年北京政府指出：「事實證明西藏上層人士只有少數人支持改革改造，多數人存有疑慮，多數群眾也缺乏這種積極改革的要求。」中共政府同時宣布對西藏的改革延遲推行。同時公佈〈停止進行民主改革的宣傳提綱〉，並聲言「人民解放軍會對叛亂份子嚴懲不貸」「解放軍會出手鎮壓」。
中共西藏工作委員會副書記范明（隨後在反右運動中遭清洗）曾經自我檢討：「解放軍軍官與其他幹部很普遍出現大漢民族沙文主義比較優越的感覺，對西藏落後感到厭惡，歧視西藏，歪曲西藏，不能尊重藏族的宗教信仰自由與傳統風俗習慣，變得驕傲自大，具有特權思想。」據稱，中共也以袈裟顏色來侮辱出家人，如「黃禿驢」、「紅賊禿」:116。
李江琳表示，據中共官方內部文件，從1957年開始，青海省藏族人口因飢荒向外求援，中共部隊卻對藏族濫捕濫殺，導致雙方關係緊張。

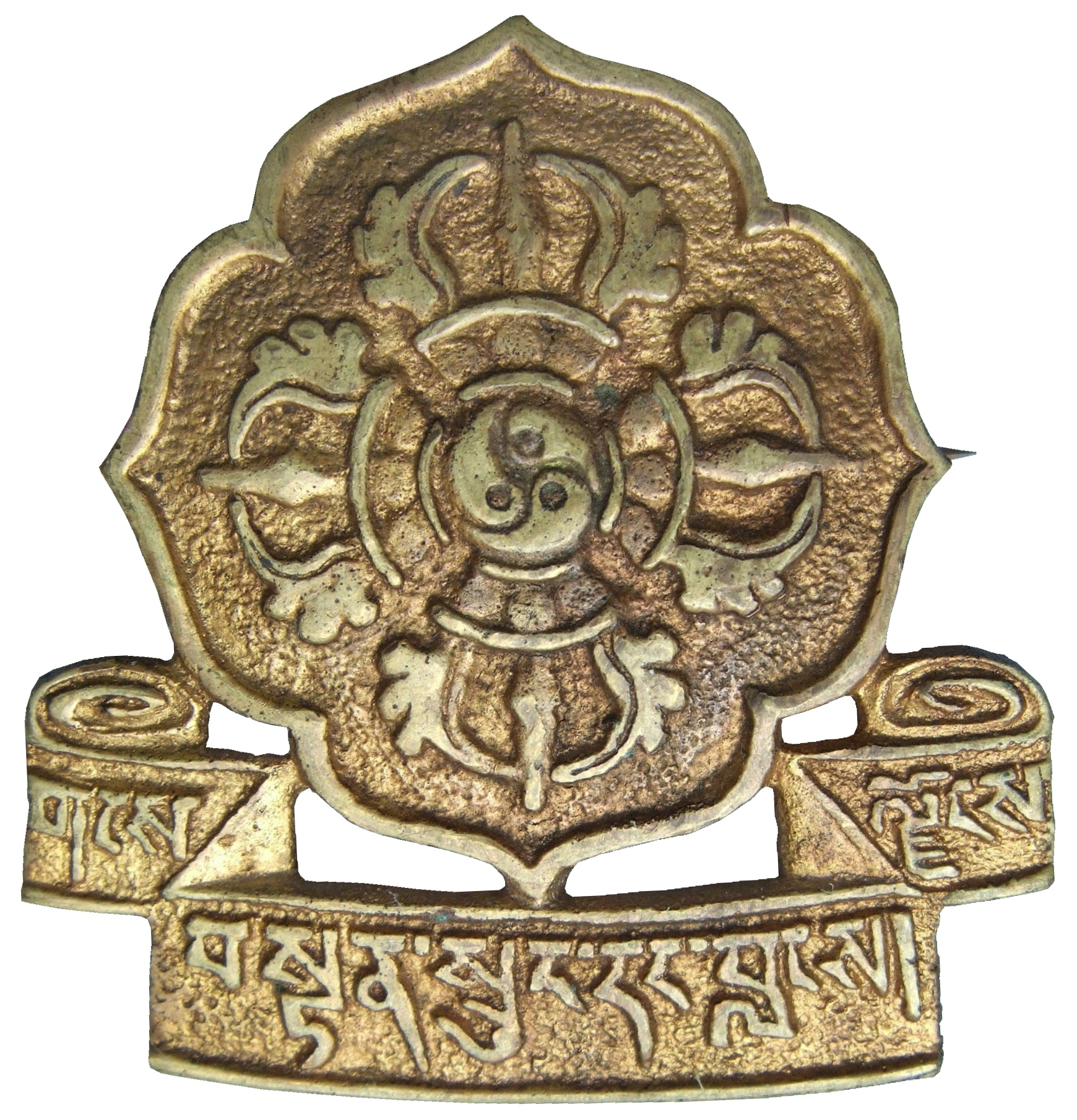
四水六岗卫教志愿军標誌

1958年6月16日，康巴地區各地反抗力量聯合起來，在山南地區聚集了超過15,000人，成立四水六崗衛教軍，以武力反抗康區的改革。康巴人心理上認為衛藏與他們無關，他們是為保衛本土康區而戰。四水六崗的成立是形成泛康巴身分認同的重要事件。
1958年中國人民解放軍在青海展開武力平定，直到1959年5月主要戰役結束後，解放軍部份軍隊才糾正了「我們是解放藏民，不是消滅藏民」、「多打死，少捉活」等錯誤思想，與使用藏語說「站住！不要跑！」。但亦有投降的藏軍在交上所有武器後被要求聽取「社會主義」的講座，並且從解放軍手上得到小量金錢後被釋放回家的記載。
1958年10月7日，中共統戰部副部長汪鋒在「喇嘛教問題座談會」上談到：「信仰藏傳佛教的少數民族中共有大小寺院五千多座，宗教職業者45萬人，其中西藏的喇嘛寺廟有3千多座，寺院並擁有龐大的土地、糧食、山林、牧場、現金與金銀質法器、珠寶」1958年展開大躍進後，中共認為不可避免的需要透過「宗教改革」清算喇嘛教的寺院財富，來解決資金缺口。1958年，超過一萬五千戶藏族人跑到拉薩及其周圍尋求庇護。解放軍武力控制西藏前，曾要求達賴喇嘛的大哥圖登吉美諾布推翻達賴，加入他們。
1959年3月10日，拉薩民眾舉行大規模遊行示威（中華民國稱為三月起義），隨後拉萨发生武裝冲突，葉蔭指出中国人民解放军获胜並公佈戰果一舉擊殺八萬七千餘西藏人，解放军接著攻擊拉薩大昭寺，擊毀神像，由浮圖中取出經典、聖物，澆上糞便穢物後丟入田野中。中國共產黨稱其為「平息反革命叛亂」。3月15日，中共中央決定利用拉薩事件在整個西藏進行「總決戰」。解放軍展開了為期六年半的「平叛作戰」（包含12場主要戰役，如早期的拉薩戰役、山南戰役），動員超過23萬5千人的地面部隊（不含後勤與武裝民兵），與三個空軍師加二個空軍獨立團。毛澤東並指示解放軍在西藏當地練兵，通過這場戰爭，中國總參、總政、總後與各級軍事學校都派員當兵「在戰爭中學習戰爭」，促使解放軍建立了完整的後勤網、跨區指揮系統。由於中共在朝鲜战争中缺乏空軍立體作戰的實力，因此充分利用青藏高原上空進行空軍演練，以杜-2、杜-4、伊爾-28轟炸機來創造大規模的殺傷力。達賴喇嘛與其125名精銳護衛在離開羅布林卡後，最初並沒有打算到印度，而是在隆子縣宣佈成立西藏臨時政府，但隔天得知中共血腥鎮壓的消息，才流亡印度，此後大約有8萬藏民逃至印度、尼泊爾、不丹等國。印度接受了主要的一批流亡人士。談判破裂后，3月19日，解放軍開始對布達拉宮、羅布林卡和甘丹、色拉、哲蚌三大寺實施轟炸、炮擊，共持續四天。中共發表達賴喇嘛的信件聲明：「達賴與此次的暴動無關，達賴是遭暴徒刧持到印度」。4月18日，達賴發表聲明，指責中共未遵守十七點協議，不斷干涉西藏政局，並將大批僧侶送往中华人民共和国築路，也表示到印度是出於自願。3月28日，中华人民共和国国务院总理周恩来发布了解散西藏政府的命令，并由原以第十四世达赖喇嘛为首的西藏自治区筹备委员会履行西藏政府职责。第14世达赖喇嘛随后于同年五月在印度北部的达兰萨拉成立流亡政府。4月，中华人民共和国人大通過「關於西藏問題的決議」，周恩來表示「西藏反抗的行為是自取滅亡的，創造了推動民主改革的有利條件」。6月，在西藏實施「民主改革（土改分田）」、「三反雙減」，擴大軍事控制與清算鬥爭。中國人民解放軍有計劃地搜查每一戶「反動分子」，並將他們的財產充公，一部份遭到公開槍決，喇嘛則送到有中國古拉格之稱的勞改集中營。據班禪喇嘛宣稱，中共在進入西藏後於迪康寺等寺廟對每位僧人都「配個女人」，強迫僧侶與民女、比丘尼性交來「破除迷信還俗」，有些官員更認為「西藏進行民主改革，使廣大僧尼獲得了解放和信教自由權，自願回家還俗」。
班禪喇嘛在青海視查後，宣稱他發現西藏人民「窮到連碗都沒有」，他也認為毛澤東式的批鬥太過殘酷，被批鬥的西藏人民並沒有犯下太嚴重的過錯，卻被捏造了許多毫無根據的罪行，一開始大吼狂踢、拔髮擰肉，接著以金屬、棍棒毒打，不少藏族人當場七孔流血、四肢殘廢，有人甚至忍受不了凌虐被迫投河自殺。
1962年，班禪向中央提出「七萬言書」：「關於西藏平叛改革中的成績、缺點、分析改進意見書」其意見書得到中共統戰部長李維漢的認同，但中共卻以此為批鬥的目標。1964年，周恩來在「政府工作報告」上表示：「班禪有計劃的進行反人民、反祖國、反社會主義的活動」開展對西藏的整肅鬥爭，指責班禪喇嘛是「從事破壞活動和復辟陰謀」。謝富治：「班禪代表西藏已經被打倒的農奴主階級，組織反革命集團...」。紅衛兵也把前「農奴」帶到批鬥大會現場，「揭發了」班禪農奴主「剝削人民的血淚劣跡」，他們所提出的證據不是誇大就是捏造，這些罪名在1988年獲得平反。1965年成立西藏自治區施行「農業合作化（人民公社）」。另一方面，中共政策錯誤強迫藏族放棄傳統畜牧業與青稞作物，改種不適合西藏高原種植的小麥，導致飢荒，大批西藏人民淪落四川乞討。西藏實行人民公社後，所有生產成果歸為共產黨幹部管制，導致西藏人民過著比以前更困苦的生活，因而集體怠耕怠工抵制。中共則呼籲西藏人民團結起來加強意識型態鬥爭，抓緊馬克思主義打破宗教枷鎖西藏史學者茨仁夏加認為中共一時間不明白為甚麼漢人沒有因為大躍進哀鴻遍野而反抗，部分少數民族為何會發生大規模暴動，又認為哈薩克人、維吾爾族人（也發生暴動，中共為此封鎖邊界）、西藏人也無法理解為何漢人在面臨飢荒與迫害時不進行反抗（據《北京之春》雜誌主編胡平記述，民間的零星反抗很廣泛，但因中共高度的人身控制以及对现代通讯手段的垄断，使得任何自发的集体反抗行为很难发生，以致民眾的反抗與中國历代相比的确要弱小得多）。茨仁夏加認為中國共產黨的均富理想是一場騙局，因為共黨所承諾經濟社會上的正義平等，早期確實吸引許多藏人的支持，但最終中共剝奪了個人的土地與牲畜財產，實行公有化，同時摧毀舊有的經濟制度與私人財產、糧食生產，全權由共黨接管，導致週期性飢荒，連最窮的農奴都瞭解這是一場騙局。
文化大革命爆發後，傾共立場明確的班禪遭紅衛兵抄家毒打，監禁在秦城監獄（1968年至1977年，毛澤東去世後獲釋）。1966年、1967年，由漢人主導的西藏文革兩大造反派成立，以「保皇有罪，造反有理」開始對西藏進行階級清算與屠殺。1967年4月西藏的漢族紅衛兵已超過兩萬人，開始在市區進行巷戰，解放軍西藏軍區張國華將軍不敵攻勢，緊急逃往四川（直到1967年10月才返回西藏），7月22日江青下令「文攻武衛」 ，西藏兩大造反派展開真槍實彈的武鬥。1968年，「六七大昭寺事件」。1975年，整肅西藏到達巔峰，當年超過五萬民喇嘛被送入營改集中營。1978年，班禪「被迫坦承」：「自己犯下反黨、反人民、陰謀叛國的罪行」，其重要親信恩久·洛桑群培（班禪經師，死於1974年）、頓吉·索朗多吉（死於1977年）、詹東·計晉美（死於1978年）未能熬過文革，進一步削弱日後中共對西藏的影響力。曾協助解放軍進軍西藏的邦達多吉也因「組織叛亂」、「反對改革」等「罪行」於1974年遭鬥死。亦有文字記載文革期間有大量無辜西藏人民遭中共系統性屠殺，導致人口銳減。
有學者指出在中共統治西藏的前20年間，西藏有六千座傳統寺院遭摧毀；中國學者李江琳認為當時藏族的人口減少近乎「種族滅絕」。亦有學者認為"種族屠殺"的指責是誇大的說法（見「統計與相關爭議」）。
中共官方曾總結西藏「四大資源優勢」：全國五大牧區之一、全國最大林區之一、世界屋脊旅遊勝地，礦藏非常豐富。學者鄭重言認為藏人並未因此受惠，以1980年貢覺縣為例，每人每年糧食僅分配到130斤，每人每年平均收入不足42元。
中共政府在文革期間對西藏提供財政補貼，在西藏興建大量被視為不切實際的設施和工廠等投資，當中包括浪費1500萬元的玻璃廠和化肥廠、挖不出煤的向陽煤礦，「盲目上馬又下馬」且浪費2000多萬元的墨脫公路等。然而以1976年間與1965年相比，西藏的糧食產量由29萬噸增加到47萬噸，牲畜頭數也從1701萬增加到2180萬，修建的公路﹑機場﹑輸油管被指為西藏後來的發展打下了基礎。1980年胡耀邦視察西藏時，發現藏農牧的生活水平較之土地改革前並無顯著改善，憤怒地質問前西藏自治區革命委員會主任任榮：「中央給西藏的錢都丟到雅魯藏布江裡去啦？」。

#### 毛澤東去世後至今
1976年9月9日，中国共产党中央委员会主席毛泽东去世，10月，四人帮在怀仁堂事变中被逮捕，持续十年的文化大革命正式结束。1979年8月，達賴喇嘛胞兄土登晉美諾布率領五人訪問團前往西藏進行為期五個月的訪問，並與北京當局建立接觸。1980年又有兩次同性質的訪問。1981年，北京當局發現達賴喇嘛在西藏人民心目中仍保有某種景仰，於是取消了第四次訪問:138。
1980年5月胡耀邦去西藏後表示：「搞得你們相當窮，底子差，交通困難，科學技術、文化水平較低」。9月，班禪在「五屆人大三次會議」指出：「中國應尊重藏族的風俗習慣，不該把民族服飾當成黑衣黑飾來批」。隨後修復一部分寺廟，解除部份宗教禁令，並將布達拉宮和大昭寺、札什倫布寺、哲蚌寺、薩迦寺、色拉寺等著名宗教活動場所列為全國或自治區的重點文物保護單位。
1980年6月，西藏自治區委發出《在全區糾正劃分富農（牧）錯誤的通知》，對1970年以來農牧社會主義改造運動中的「反動富農」給予平反。並退回部分「非法佔用的寺廟和宗教人士的財產」。7月，恩久·洛桑群培、頓吉·索朗多吉、詹東·計晉美獲得平反。
據班禪喇嘛記述，在毛澤東死後，他本人對於北京當局的統治手法仍感到不滿：「中共要求果洛地區的藏族死者親屬在屍體坑上跳舞慶祝消滅叛匪」他亦表示最讓自己痛苦的是北京當局禁止藏人為一般已故的亡者超度，按當地的習俗是對先人的不敬或無情。許多藏族群眾見到班禪喇嘛在藏區視察總會流淚哀呼：「勿使我雪域之人滅絕、勿使佛教滅亡」。
從1980年至1983年，北京政府和西藏自治區政府宣稱撥款545萬元修復西藏各地寺廟，在1986年資助專款600多萬元以及黃金50407.6克維修西藏第一座佛教寺院桑耶寺，到1989年完工，工程總耗資1000多萬元。1989年，北京政府做出了“保護大師法體﹐修建靈塔祀殿﹐尋訪轉世靈童”三項決定。第二年﹐中共撥出專款6406萬元﹐黃金614公斤，白銀275.022公斤，以及其他所需材料，修建班禪靈塔，1990年9月20日奠基開工，於1993年修成並取名為“釋頌南捷”。大殿總建築面積1933平方米，高為35.255米﹐為鋼筋水泥櫃架結構﹐用花崗岩石砌成。靈塔面積為253平方米﹐塔高11.55米﹐塔身全部用0.5-0.8毫米厚，純度為99.01金皮包裹，遍鑲珠寶，共有珠寶6794個﹐寶石袋868個。另外，從60年代起先後撥款維修，於1984年至1988年，北京國家文物局從本單位和北京、河南﹑四川等8個省文物單位抽調高級工程師及技術人員共34名，協同西藏文物專家一起對布達拉宮進行勘察﹐形成了重建布達拉宮的總設計方案，於1989年，中共中央撥專款5300萬元進行搶險維修並在該年開始動工，於1994年竣工。中共十一屆三中全會以來中央和自治區政府先後撥出3.4億元，維修及修復了千餘座遭西藏文革摧毀的寺廟，以及拉薩大小清真寺﹑芒康的天主教堂和一批苯教寺廟，1982年至1996年間﹐北京國務院確定了哲蚌寺、桑耶寺等為國家重點文物保護單位。
據傳聞，1980年解放軍駐西藏獨立第52團所屬汽車營裡約60-70人叛變，與當地牧民一同襲擊中共林芝縣委會（林芝事件），並奪取大量槍械，使其西藏游擊隊更為壯大。
1983年西藏發生示威遊行與騷亂，據西方學者記載，至少有三千人被捕，多數人於8-11月間遭處死。
1985年9月1日，中共慶祝「西藏自治區」成立二十週年，中共中央下令恢復西藏部份寺院的佛教活動。8月9日十四世達賴喇嘛在「紐約時報」發表聲明：「中共將裝飾數以千計的僧寺和寺廟用的無價宗教雕像、塑像、聖經掠奪一空，送往內地。按記錄我們有五千七百個僧院和五百座寺廟遭摧毀，其中損失最大且無法彌補的是古梵文、巴利文及藏經被中共摧毀殆盡」。而班禪在《七萬言書》裡寫道在西藏有各類寺廟二千五百餘座，民主改革後僅剩七十餘座。中共統戰部副部長汪鋒在1958年則談到西藏三區有3929座藏傳佛教寺院，中國（中华人民共和国）有約五千多座藏傳佛教大小寺院。
臺灣歷史學者、異議人士施朝暉指出十四世達賴喇嘛曾多次要求中共進行和談實現真正的「自治」，中共北京當局一蓋不鬆口，1987-1989年西藏地區黨委書記胡錦濤指揮部隊展開「大屠殺」與種種非人道的打壓。

1987年拉薩發生流血衝突，美國國會於1987年6月18日通過西藏人權受到中共迫害的決議案，認為中共以軍事手段統治西藏侵害人權，監禁西藏人民的黑牢缺乏食物，導致許多人活活餓死。因為聯合國「反虐待或其他殘忍、不人道或可恥的刑罰或處置公約」於1987年6月生效，西藏血腥事件引起歐洲議會的注意，通過「即刻要求中國政府尊重藏人宗教自由與文化自治之權」，並認同達賴喇嘛所提的「五點和平計劃」是解決問題的基礎:125-126。1987年10月，西藏再次發生兩次暴動與軍事鎮壓。1988年3月，又發生反共運動。1988年6月15日，達賴喇嘛獲邀至歐洲議會發表斯特拉斯堡建議（Discours Strasbourg）。
1989年3月5日，西藏再次發生反共暴動，雙方衝突過程激烈，北京當局總理李鵬於3月7日發布西藏戒嚴。中华人民共和国與歐洲建交後，由於歐洲議會打算以民意機構發揮在國際上的影響力，因此在1989年3月16日的歐洲議會會期中，通過「強烈譴責北京在西藏首府暴力鎮壓行動，尤其是使用武器，並要求解除戒嚴」決議，北京駐歐大使劉山向歐洲議會會長抗議：「粗暴干涉中國內政」，並認為歐體企圖將西藏問題國際化:134-138。1989年接著又爆發六四天安門事件，使得歐洲議會採取更強硬的態度：「尊重人權為維繫雙邊貿易之先決條件」。1990年5月1日，北京當局解除拉薩戒嚴。1991年3月，西藏流亡政府表示由於中國（中共）領導階層的閉塞和反對，斯特拉斯堡建議已經無效。
1995年5月，被達賴喇嘛指認為第十一世班禪的更登確吉尼瑪據傳遭中共軟禁，至今下落不明，中共另立一人為第十一世班禪。有人權組織稱他為「世界上最年輕的政治犯」。
1999年12月，14歲的第十七世大寶法王從西藏出走印度（他被達賴喇嘛和中共政府共同承認為轉世活佛）。他於2014年表示全力支持達賴喇嘛的「中間道路」，使藏人真正自治。
自1980年代起，北京政府創辦了北京中國藏傳系高級佛學院，在西藏各寺廟開辦學經班，設立藏文印經院並出版各種宗教典籍、研究著作和學校教材。中共官方表示：西藏青壯年的文盲率從舊西藏高達95%，到1990年為止西藏教育水平屬全中國最低，2013年文盲下降到0.8%。從1985年開始，西藏實施對接受義務教育階段教育的農牧民子女包吃、包住、包學習費用的“三包”政策，先後12次提高補助標準，惠及51.04萬人，但有資料顯示仍有三分之一西藏兒童沒受過教育與醫療。2007年，西藏在全國率先實現9年免費義務教育，2012年又在全國率先實現15年免費教育，主要課程用藏語授課。至2013年間，西藏地區共有14種藏文雜誌、10種藏文報紙，西藏人民廣播電台開辦有42個藏語（包括康巴語）節目、欄目，藏語新聞綜合頻率每天播音達21小時，並在新聞媒體與教學內容中加入了許多被指用來強化對達賴喇嘛辯證看待的「愛國教育」內容。西藏人均壽命從1951年的35.5歲提高到2013年的68.17歲。北京官方政府亦花費巨款去支持西藏的经济和文化，並宣稱西藏政府百分之九十靠中央政府拨款，因为西藏人生活水平、医疗水平低，所以中國政府派了大量的汉族工程技术人员、经济管理人员、文化工作者、医疗卫生人员到西藏支援建設，建造学校、院等基礎設施，並為藏語創造大量藏文科技詞彙，在學校用藏語教學。」。美國國務院也同樣表示藏人的經濟和生活水平被提高，亦指出北京政府以大量補貼資助發展西藏的經濟。
根據中共學者記載，從五十年代初至1997年，中央政府共向西藏投入400多億元；1959年至1996年調運進藏物資674萬噸，其中商業物資110萬噸，糧食130萬噸，石油148萬噸。有西方學者亦指出，中共政府每年會給予西藏一定金額的補貼，單在1997年，中共中央就給予了四億六千萬美元的補貼資助。
目前北京當局對西藏流亡政府採取「拖延」政策，期望在達賴喇嘛圓寂後流亡藏族群龍無首「西藏問題」自然解決。但許多人提出警告，如前中國人權主席劉青：「海外西藏流亡人士對於達賴喇嘛的溫和政策已出現分歧，一旦體認到達賴爭取與北京談話的努力破滅，新生代可能採取激進方式推翻中國在西藏的統治。」趙紫陽前秘書鮑彤：「達賴喇嘛在流亡藏人社會中仍具有強大的威信，中國應把握達賴喇嘛有生之年的機會，否則未來後果不堪」流亡達蘭薩拉的次旺頓珠：「一旦達賴喇嘛圓寂，西藏將會爆炸。」

### 归属争议

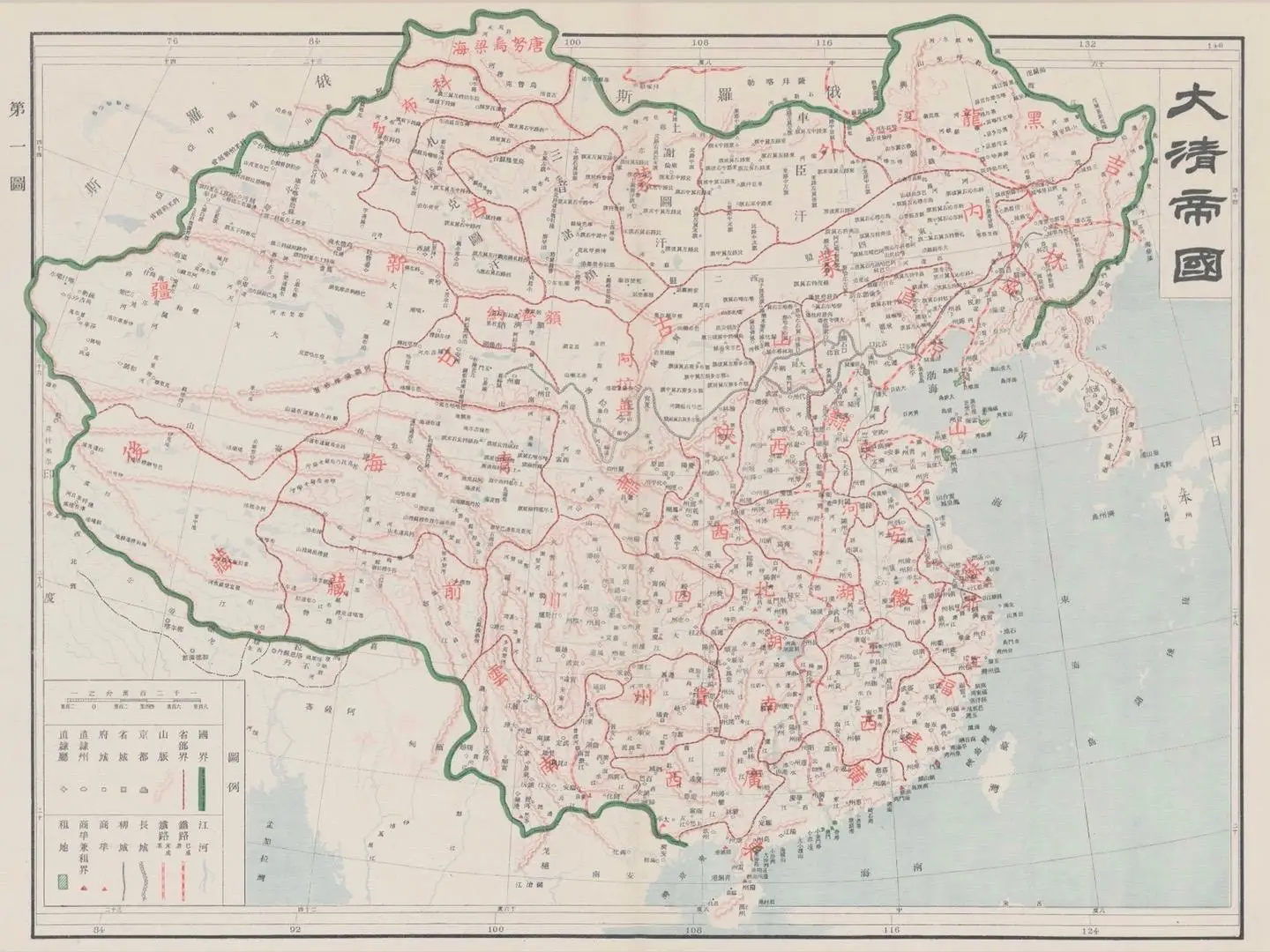
晚清（1905年）公布的大清帝国全图

清朝乾隆帝時編纂的《大清會典》明確把西藏列入中國版圖。嘉慶帝時重修《大清一統志》把西藏列入外藩，与喀尔喀、青海等并列。曾經在清末秘密遊歷西藏的日本僧人河口慧海，認為西藏是「受支那保護的屬國」。20世紀初期的中國學者通常把西藏併入中原王朝的年代定於18世紀的清朝，明代以前兩者的關係並非同一個「政治實體」，而是類似今天美國的聯邦制。
中華人民共和國政府聲稱「中國從元朝開始不間斷的統治西藏」。中华人民共和国国务院認同的說法是中國與西藏的關係是東方獨特的中華帝國同帝國轄屬的一個內藩間的關係。中國宗教民族研究学者牙含章在著作《達賴喇嘛傳》裡，把中國與西藏的歷史關係視為「宗主國」或「藩屬」，称除西藏之外，越南、朝鮮、外蒙古和清朝之間都存在著若有若無的關係，無法以現代外交觀分清究竟是獨立國還是聯邦。但是自1689年《尼布楚条约》以来，清朝即在國際法的精神下多次与俄国签订条约，划分包括东三省、外蒙古在内的中俄北方边界。19世纪鸦片战争以来，清朝建立总理衙门与其它各国实现平等外交，并与英法等国划分中国与英属缅甸、法属越南等处边界。1904年英国远征西藏后，清朝坚决拒绝英国方面以宗主权来描述中藏关系，从1905年开始在国际上明确宣示中国对西藏的主权，同时对内积极加强对西藏的治理。晚清官員、學者屠寄所著并于清宣统二年（1910年）经学部审定发行的《中国地理教科书》对当时的中国地理进行了充分的描述，其“中国总论”一节中将清末中国总分为五大区：内地（京畿及十八省）、关东（三省）、西域（新疆省）、北藩（内外蒙古）、西藩（青海西藏）。
支持西藏獨立的中國流亡人士曹長青認為，歷史圖片顯示，第五世達賴喇嘛與清朝皇帝是同席而坐，不存在高低之別；第十三世達賴喇嘛見慈禧太后時也是平起平坐，西藏在歷史上是中國一部份的說法「根本證據不足」。美国藏学家埃利亚特·史伯岭教授则认为「清朝在西藏的統治地位逐漸增強，到了十八世紀末，西藏在清帝國内部的附屬地位已無可爭議」。他同时指出十九世纪清朝在西藏的權威逐渐衰弱，但其權威一直持续到清朝灭亡。中华人民共和国作家王力雄認為十三世达赖喇嘛面見慈禧太后單腿跪拜是「讓其受盡屈辱的單一事件，過去不僅不曾跪拜，皇帝還親自出城迎接」。他认为「应该承认中国对西藏拥有某种程度的控制，只不过那控制的开始时间是在十八世纪的清朝，而非北京所称十三世纪的元朝」。

## 藏族人口分佈
中华民国時期藏族人口可分為三大部分：
1. 衛藏，藏族自稱藏巴（丹達山以西）南方又稱為博巴。
2. 康區，自稱康巴，在康定以西丹達山以東，含雲南西北中甸及德欽。
3. 甘青川區一帶的藏族，含安多（唐古特）、果洛（九族）、保安（十二族）、環海（八族）、玉樹（二十五族）與四川西北的松潘、理縣、茂縣、汶川、懋功等地的羌民[184]。

現有的西藏東到昌都，西至阿里，南抵喜瑪拉雅山，北起那曲，也就是藏人所說的小藏區（內藏）。如果再加上青海省全境（安多），與四川、雲南、甘肅境內藏族自治州、自治縣在內的地區則稱為大藏區:272-273頁。
西藏噶厦官员、学者夏格巴·旺秋德丹估計照職業分，藏族人口48%從事牧業，32%從事農業與貿易，18%是男性僧人，2%是女性僧人。人口大城只有四個：拉薩、日喀則、昌都、江孜，藏族人口中約3%住在大城。1953年中华人民共和国第一次全国人口普查時，西藏自治區人口1,273,969人，西康省3,381,064人，青海甘肅省1,675,534人，共633萬人；中國藏族人口约277万人。1982年第三次人口普查時，中國藏族人口約385萬人。2010年第六次全国人口普查時，中國藏族人口約628萬人，西藏自治區人口300萬人中有272萬藏人，四川有150萬藏人，青海人口563萬人中有137萬藏人。

## 流亡藏人組織

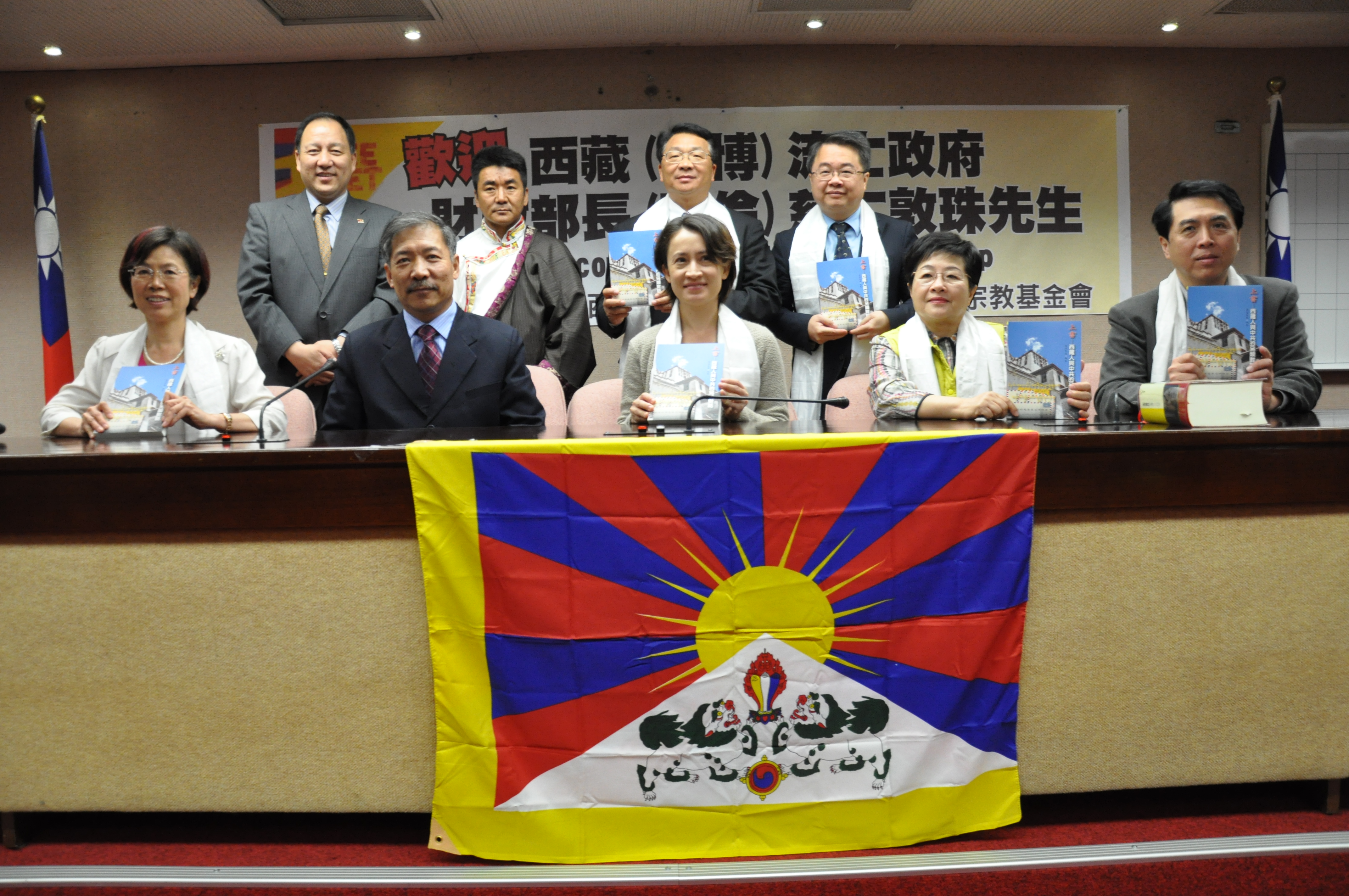
西藏流亡政府財政部長拜訪中华民国立法院

位於印度达兰萨拉的藏人行政中央最初设有6个大臣职务：内政大臣、财政大臣、外交大臣、宗教与文化事务大臣、教育大臣、安全事务大臣。1960年，在流亡的西藏人中举行了首次选举，成立了「人民代表会议」，拟订流亡政府的宪法大纲。1963年3月10日公布了西藏宪法，在西藏噶厦政府之下设立了内政委员会、宗教与文化事务委员会、教育委员会、财政部、情报部、卫生部、人事调配局和审计局。「全国代表大会」为立法机构，「最高法院」为独立的最高司法机构。流亡期间，「人民代表大会」行使议会的职能。
流亡初期印度政府提供了麥蘇爾作為西藏難民第一個安置定居點，約三千三百頃。1965年至1968年在歐洲國家與美國緊急援助、國際紅十字會的資金支助，為西藏難民在印度建立了更多的定居點。达兰萨拉政府在印度设立了各种文化机构，如西藏文献图书馆、西藏医疗中心、西藏之家、西藏表演艺术剧院等。1970年成立的「西藏青年大会」为流亡政府中最大的政治组织。流亡政府没有得到其他国家的承认，但达赖喇嘛曾访问过泰国、日本、苏联（1979年入侵阿富汗之年）、蒙古国、美国和一些欧洲国家。西藏流亡政府的资金来源包括政府（包括美国、德国、英国和1980年代以前的苏联）與民间组织，西藏流亡政府也有海外西藏人的自愿捐款。
西藏流亡政府宣稱自2009年2月起，西藏境內已有120名不滿迫害的藏人以慘烈的連環自焚抗議事件抗議中共當局對西藏實施的“領土殖民化政策”，其中103人死亡，境外自1998年至今有7名藏人自焚，4人死亡。
中华人民共和国政府雖然在西藏也推行「愛國教育」，但不滿迫害的自焚事件仍層出不窮。中华人民共和国政府宣稱藏人是受西藏流亡政府唆使自焚，但這種說法遭到藏人益西多登的否認。

### 立場
西藏流亡政府認為解放軍不請自來，其內部對過去西藏是否存在農奴制度及其定義亦有所爭議（據報導，現今中國依然存在295萬的奴隸人口，僅次於印度的1420萬）
，認為西藏根本沒有宗教自由，而中共雖然宣稱對西藏「財政補貼」、「人才支援」，但「財政補貼」多受到中共腐化的官僚體系侵蝕
，「人才支援」則成為內地漢人大量移入西藏的理由（漢化政策）。西藏流亡政府亦認為，中共所興建的機場、公路多為戰略考量，或經濟利益（木材、黃金、礦物、石油、煤氣）的掠奪（根據中共官方說法：「储藏有大量原油的羌塘盆地延绵藏北100多公里。预计原油储藏量可能多达上亿吨。」 ，另外亦有丰富的矿产资源。），尤其1962年中印戰爭後往往是基於軍事目的而興建，核實驗基地也因此搬遷到西藏。中共雖然宣稱自1980年代啟動對西藏殘存寺廟的重建計畫，不過有部分西藏人宣稱，大部份的重建資金都來自虔誠藏人的奉獻。

## 傷亡與財產損失
人員傷亡與有形無形財產損失目前並沒有精確的統計數字，中共官方、西藏學者和流亡人士所提供的資料數據亦不盡相同，據西藏流亡人士提供的有關資料數據顯示數十年來有許多無辜西藏人民遭到監禁、處決、性侵、餓死，比例之高造成藏族長期抗暴、尋求獨立。另一方面有學者指出中共官方資料經歷幾次「調整」，或對外宣傳與內部資料不同調的情況，讓外界難以釐清真實的原貌。西藏於1961年至1964年與1968年至1973年發生兩次大飢荒。
在140多個藏區之中，不完全的統計數據：四川17縣沒收現金341萬元、黃金3,207兩、白銀20萬兩、銀元12.5萬、糧食160萬斤；青海天峻縣沒收綿羊12,695隻，山羊556隻，牛3,782頭，各種折價物資464,110元。甘南沒收9,433戶財產總計羊42.7萬隻、牛9萬頭、馬2.7萬，騾1千頭，黃金22.6公斤、白銀128公斤、銀元79.8萬枚。中共花了三年的時間才清運完西藏「反動份子」充公的財產，與寺廟搜刮來的金銀寶物到北京。自1966年開始到1973年，大多數的西藏聖器、佛像、法器都被銷毀，金銀材質的不知去向，銅、錫或其他貴金屬則被送到金屬熔煉廠熔解。
1957年甘肅省藏族人口為255,947人，至1961年共減少81,366人，佔1957年藏族總人口31.8%，再加上四川、青海、雲南迪慶州藏族人口減損的不完整數據，光這四區的藏族人口至少減少25萬人。青海果洛、玉樹兩州自1957年到1961年，藏族人口至少減少11萬人。1982年青海省委統計1958年藏人遭監禁、錯殺致死人數為18,176人。
1074年創建，被世人譽為「第二個敦煌」的文化遺跡薩迦寺，除了南殿堂被中共用來養豬外，其他部份全數遭到摧毀。1409年由格魯派祖師宗喀巴創建的甘丹寺於1966年8月19日，被認定為「社會主義的絆腳石」開始拆寺工程，至1969年被完全摧毀。興建於雍正年間的惠遠寺，該寺特有的「色吉甲本」也在西藏文革時遭毀。哲蚌寺雖然後來重建，但西藏人依然習慣向原址的廢墟膜拜。中共將這些寺廟的建材拿來興建黨部或解放軍軍營。許多古老壁畫（如唐卡畫）則被漆上毛澤東像或紅衛兵標語。1683年建成的「噶丹松贊林寺」（迪慶州最大藏傳寺院）於1966年遭受中共攻擊，百年經書被焚，佛像、寺院被砸爛。
中华人民共和国國家計劃委員會經濟所澳洲籍華裔人口學家嚴浩在《中國的藏族人口：迷思與事實的再檢驗》中以1953年至1964年人口統計落差來估計西藏「失蹤」人口數應該在768,000到152,000之間（包括7萬流亡人口）:138。
賈斯柏·貝克在《餓鬼：毛時代大饑荒揭秘》的研究中顯示「大躍進」期間青海省死亡人數約90萬，四川省可能達900萬，而西藏民族是受到饑荒影響最嚴重的族群:139。
1962年，班禪喇嘛（時任西藏自治區籌委會主任）在一份給周恩來的報告裡宣稱：「今日圖伯特人口明顯而大幅地減少了，許多人死於戰爭、監禁、饑饉」。1987年，班禪仁波切在一次演講中估計青海監獄之中藏族死亡人數約佔該地博巴人口總數百分之五（2萬至2萬8千），絕大多數的人都是完全無辜的。
1980年代初，興海縣為1958年「錯定性」的瑪積雪山、賽宗寺、汪什代海落實政策，679人獲得平反宣布無罪。
西藏流亡政府宣稱，1950年至1983年共有120萬西藏人非正常死亡，並形容西藏難民逃離故鄉的流亡過程相當危險，許多西藏人民為躲避中共的追捕，趁著嚴冬越過喜瑪拉雅山經歷幾個月的跋涉，部份逃亡團體抵達目的地時剩不到10%，有些人因凍傷截去四肢，有些遭受槍殺，有些婦女被中共士兵強姦後才獲得放行。
佛光大學教授謝劍認為，中共的無神論政策，使西藏境內廟宇遭摧毀僅餘八座，北京事後卻在殘存遺址設下「國務院重點文物保護單位」的立牌其行為「可笑」
1998年，時任全國政協常委、大陸中國佛教協會副會長的阿嘉·洛桑圖旦·久美嘉措流亡美國尋求庇護。

## 爭議

### 元清非中國論
传统西藏史料视元朝为蒙古而视清朝为中国，将清朝皇帝称为中国皇帝（亦称文殊皇帝）。例如1856年廓藏戰爭后签订的《藏尼条约》的序言中即写明藏人和尼泊尔人“按歷來所載，禮敬中國皇帝，如前無異”
。20世纪以来的甘丹頗章政權聲稱清朝雍正帝和乾隆帝否定自己是中國人，又聲稱他們分別說過「朕乃夷狄之君，非中國之人」和「朕以外國之君，主中國之事」，並以此為理據否認中國在歷史上曾經對西藏實行管治。然而雍正帝在其親自編纂的《大義覺迷錄》中表示：「徒謂本朝以滿洲之君，入為中國之主，妄生此疆彼界之私，遂故為訕謗詆譏之說耳。不知本朝之為滿洲，猶中國之有籍貫。舜為東夷之人，文王為西夷之人，曾何損於聖德乎？」，書中批駁華夷之辨思想，指出滿洲人就是中國人，不應有華夷之分，而乾隆帝則明令「夫對遠人頌述朝廷，或稱天朝，或稱中國，乃一定之理」。康熙時期被現代學者稱之為「中國第一次與歐洲國家按照國際法原則、以對等方式談判達成」的平等條約《尼布楚條約》是最早明確使用“中國”一詞來指代大清帝国的國際法文件。另外，條約滿文本中沒有使用大清國（Daicing gurun）這個詞，而是使用漢語“中央之國”（Dulimbai gurun）的直譯。
晚清光绪二十九年（1903年）由商務印書館发行的《中国通览》一书的“中国的位置与称号”和“全国之面积及人口”节中明确表示“中国位于亚细亚东部，为世界一大帝国”、“中国土地广袤，人口众多”，并将西藏视为中国域内的属部之一，称为“西藏属部”，与“蒙古属部”等并列。晚清官員、學者屠寄所著并于清宣统二年（1910年）经清朝学部审定发行的《中国地理教科书》的“中国总论”一节中将清朝中国总分为五大区：内地（京畿及十八省）、关东（三省）、西域（新疆省）、北藩（内外蒙古）、西藩（青海西藏），同时表示当时整个亚洲的独立君主国只有中国、暹罗、波斯、日本等国（其它地区则为各列强的领地或保护国等），并称“夫以世界三分之一亚细亚大洲，其中能保独立之国体者，虽有中国日本暹罗波斯等，而实有独立精神者，日本之外惟一中国耳”。
孫中山在《民族主義第二講》認為，中國曾經兩次「完全亡國」，一次是元朝，一次是清朝；然而在《民族主義第四講》認為：「至於我們中國的情形又是怎麼樣呢？中國本部形式上向來本分作十八省，另外加入東三省及新疆，一共是二十二省；此外還有熱河、綏遠、青海許多特別區域，及蒙古、西藏各屬地。這些地方，在清朝二百六十多年之中，都是統屬於清朝政府之下。推到明朝時候，各省也很統一。再推到元朝時候，不但是統一中國的版圖，且幾幾乎統一歐、亞兩洲……中國最強盛的時代，領土是很大的。北至黑龍江以北，南至喜馬拉雅以南，東至東海以東，西至葱岭以西，都是中國的領土」。
威斯康辛大學藏學博士科恩·理查德（Kohn Richard）認為：「中國聲稱元朝征服西藏，而中國自然擁有西藏主權，這就好比德國曾征服了南斯拉夫及波蘭，波蘭卻因此聲稱南斯拉夫為其所屬領土一般荒謬。」
王力雄認為「中國」（此处指南宋）和西藏都是蒙古征服的對象，蒙古至今還有自己的國家，蒙古民族居住在亞洲廣大區域，與中國是兩個完全不同的概念。以此主張中國對西藏擁有主權是一種“阿Q”式的邏輯。他将元朝和清朝分开看待，认为中国控制西藏的起始时间只能从18世纪的清朝算起，而不是13世纪的元朝时期。
哈佛大學漢學家及亞洲歷史教授歐立德表示，清朝乾隆帝的其中一個成就是奠定了現代中國的版圖。
「中國」一詞是在清代才首次擁有了現代主權國家的含義以及成為一個主權國家的名稱。中國的第一部成文國籍法《大清國籍條例》採用「血統主義」來確立國籍法的原則：「獨采折衷主義中注重血脈系之辦法」，「凡左列人等不論是否生於中國地方均屬中國國籍︰①生而父為中國人者；②生於父死後而父死時為中國人者；③母為中國人而父無可考或無國籍者。」，當中的「血脈」包括中國各個民族如滿、漢、回、蒙等民族。1910年经清朝学部审定发行的教科书《中國歷史教科書（原名本朝史講義）》一开篇即表示：“本朝史者，中國史之一部，即全史中之最近世史。中國之建邦，遠在五千年以前，有世界最長之歷史。又有其文化為古來東洋諸國之冠。其疆域奄有東方亞細亞之什九，其興衰隆替足以牽動亞細亞列國之大勢。故中國史之範圍，實佔東洋史全體之太半”。

史伯嶺教授表示，中國在清朝以前被外國視為帝國，中華人民共和國主張的歷史觀，是中國一向是多民族國家，而從來不是帝國，稱中國周遭被征服與融合的民族為中國的少數民族，這意味著這些民族不可避免的命運是成為中國整體的一部分，而不能獨立建國，這與中國過去「外國應該臣服於天朝」的歷史觀相似。他認為在這種史觀下，《西藏百題問答》才提出基於「征服中國的蒙古人自認為中國人」以及「蒙古帝國是中華帝國」這些「站不住腳」的命題，主張西藏在元朝屬於中國（《西藏百題問答》的原文為「忽必烈统一了全中国，建立了统一的中央政权」，「中国是一个统一的多民族国家，共有56个民族。各民族在长期的历史发展过程中共同缔造了自己的祖国（中國）」。）
有學者指出有一些西方學者往往站在單一民族國家的視角來研究中國歷史，出現“中國乃漢族國家”的論調。孫中山曾經主張中國的民族中，「外來的（指少數民族）」是四億人中的少數，認為四億中國人「可以說完全是漢人」，「有相同的血統、文字，宗教信仰與風俗習慣」，後來又主張應該把中國所有各民族融成一個中華民族。徐明旭表示把國家與民族混為一談的觀點不見於國際法上，指出“蒙古民族”與“中國”是兩個概念，根據國際公法，民族與國家是完全不同的兩個概念，又引用比喻駁斥相關論調：「假如有人在美國聲稱：美國的愛爾蘭、猶太人等都不是美國人，只有盎格魯---撒克遜裔才是美國人，他一定會遇到麻煩，甚至被斥為種族主義者。中國像美國一樣，也是個多民族國家，有五十六個民族，為什麼漢族以外的民族就不算中國人呢？」。

### 元朝治藏爭議
忽必烈先將八思巴封為國師、法王，1270年升級建立帝師制度，以藏傳佛教（而非漢地佛教）輔助元朝國政，並設置宣政院，從事藏學及蒙古學研究的台灣呂秋文博士認為這使得藏族地區納入了元朝的管轄之下，西藏在此時期納入了中國版圖。
《劍橋中國史》認為元朝中央集權的程度有限，設立宣政院並不意味西藏本地政府從屬於中央政府。宣政院與管理南宋領土的機構無隸屬關係，政治實權由薩迦派喇嘛掌握，例如宣政院任命的管理西藏事务的萨迦本钦與八思巴親戚發生糾紛時，元朝就派軍處決了本钦。
艾略特·史伯嶺教授表示，西藏是對蒙古帝國稱臣，多數時間由元朝管轄，他認為最重要的證據是明修官方的《元史》並沒有把西藏列入元朝疆域，認為中國學者找不出「西藏是中國整體的一部分」的證據，因為中國出版物對於哪一事件使西藏成為中國的一部分存在不同說法，而元朝史書中從來沒有這些說法。
呂秋文教授亦指出，在整個元朝期間，西藏還同步與中原地區進行清查全國戶口，建立驛站系統，並在衛藏地區劃分十三萬戶行政區，而中國的藏學研究中心研究員張雲認為：西藏儘管常在歷史上是與中原王朝平行存在的「國」，但也僅能視為是「中國」歷史上存在的地方民族政權而已。學者李毓澍表示，雖然名義上西藏歸帝師領宣政院直接管轄，但實際上這十三萬戶上有三個元帥府，受被封為鎮西王的奧魯赤控制﹐西藏是奧魯赤的采邑，所有賦稅、徭役由鎮西王支配，王府的命令在西藏最有權威，所以元朝西藏並沒有八思巴的政教合一。

### 種族屠殺說
支持西藏獨立的法國記者董尼德認為「國際法學委員會經過深入的調查，發表正式的報告認為中國（中华人民共和国）在西藏犯了種族屠殺的罪行」。國際法律家委員會在第二份針對西藏的報告指出：「委員會認為，在西藏實施了宗教滅絕，企圖摧毀藏人的宗教團體。⋯⋯沒有充足證據證明藏人在種族、民族或族群上受到滅絕」。
阿沛·晉美表示根据有关学者研究，西藏土地资源供养三、四百万人有困难（1988年西藏的藏族人口已超過200萬人）。
美國自由亞洲電台西藏部主任阿沛·晉美表示對西藏流亡政府宣稱的一百二十萬死亡人數數字有保留，認為受害者在整個藏區大概有三、四十萬人。佛光大學教授謝劍以中國官方人口統計落差來統計西藏和全中國大陸的藏族人口變動，推算出1953年至1964年期間人口不增反減（他認為西藏人口因長期由於宗教原因而於兩百年間內都沒有明顯增長，甚至下降），西藏自治區從1,273,969降至1,251,225，而在全中國大陸為從2,775,622下降至2,504,628，並在1964年開始穩定增長。在其研究中，自治區的藏族人口在1982年至1990年的增長率遠高於全中國，認為達賴在1990年向外界宣傳「藏人正在走向滅絕」和西方媒體用誅族（種族屠殺）這類用詞指責中共「畢竟是誇大了」。藏學家艾略特·史伯嶺教授表示，死亡人數只有在中國開放檔案之後才能確定，但從發現的亂葬坑、人口普查顯示男女比例失衡，以及不同來源的證據來判斷，1950-1975年間無疑有大量藏人死亡，大屠殺的事实應該毋庸置疑，但是比較客觀的人士不相信一百二十萬人死亡的數字（數據來源很可能是在1979年從達蘭薩拉到西藏訪問的藏人代表團），並指出實際數目可能要少得多。
唐家衛等學者指出1959年拉薩暴動時解放軍「打死叛軍545人，打傷和俘虜叛軍4800餘人。解放軍死63人，傷210人」，與「解放軍擊殺八萬七千餘西藏人」一說有所出入。
中國異議人士與歐美人權機構指責中國政府進行未經捐贈者同意，或來源不符合國際倫理規範的器官移植買賣。許多政治犯、宗教犯、異議人士，包含1997年至2008年間發生的少數民族動亂下的西藏人與維族人，未經公正審判就被送入勞改集中營或監獄，一部份永遠失蹤，以2000年至2008年為活體器官摘取的高發期，官方行刑單位甚至涉及商業化器官買賣的服務。中國衛生部副部長黃潔夫強調，因為中國沒有公民願意捐獻遺體，所以死刑犯才會成為中國器官移植的主要來源（約佔90%），且處以極刑的都是罪證確鑿的刑事犯，事先也有取得本人或家屬的捐贈同意書。
藏學家和人類學家戈德斯坦認為西藏流亡政府「經常誇張失實地指控中國種族屠殺以及中國的人權狀況」。
華人學者徐明旭對西藏流亡政府聲稱的死亡人數統計數字提出質疑：「如果中共‘消滅了一百二十萬藏人’，也就是消滅了一九五○年的藏人的百分之四十，那麼西藏人口從剩下的一百八十萬增加到六百萬，竟在共產黨統治下增長了二點六倍！這從醫學上、生理上說，是驚人的奇蹟。對此奇蹟，可以有兩種解釋，一種是：中共消滅了一百二十萬藏人後，對剩下的藏人予極其優厚的醫藥條件和生活待遇，任何人不會相信這一解釋；那就只剩下了另一種解釋：達賴喇嘛所說的‘中共消滅了一百二十萬藏人’是個‘彌天大謊’。」，他又引用了美國歷史學家、藏學家譚·戈倫夫的話：「达赖喇嘛一直谴责中共在学校里面用汉语上课，但是这话让人听起来感到虚伪，因为达赖喇嘛在他自己的印度流亡藏人学校里用的是英语。」。謝劍又對達賴喇嘛的七百五十萬漢人移民西藏說作出質疑，認為從漢人體質及西藏現有的交通體系來說是不可能的。
國際法律家委員會發表的針對西藏狀況的第一份報告認為中國在當地犯了種族屠殺（在第二份報告裡將「種族屠殺」改為「文化滅絕」）。藏學家譚·戈倫夫認為，這是個冷戰機構，專門收集共產主義國家侵犯人權、制度性不公的記錄，以進行反共宣傳。由於中國拒絕批准，該機構並沒有進入西藏了解實際情況，更加沒有像在1950年代西藏訪問過的70多名西方記者進行調查，並且指出該委員會僅僅聽取流亡藏人的一面之辭，而流亡藏人往往因為受過心靈上的創傷和心理上的需要而渴望得到同情，以及害怕被遣返而誇大其辭，同時指出委員會將一些荒謬的一面之詞作為可靠證據，例如當時從流亡藏人口中得出的「西藏不存在任何形式的農奴制」說、「幾乎所有窮人至少有五至六頭牛和三十隻羊」說和「絕育手術」說。他指出這些暴動並不是農奴和牧民發動的群眾起義，而是由部族的首領和富有的商人發動領導。同時指出，這些人就算沒有暗地裡得到外界援助，也一定受到了他們的鼓勵。澳洲國立大學的約翰·鲍尔斯（John Powers）教授批評譚·戈倫夫的著作，指出他不懂藏文（約翰·鲍尔斯本人通藏語），對於西藏只採信負面的說法。外界對他著作的價值看法兩極。:20-21西藏作家嘉央诺布專文駁斥其書，:165認為他是為中共宣傳的「走狗」。另外，約翰·鲍尔斯亦指出西藏流亡政府和中共兩方的論點各有矛盾之處:x-xii。

### 文化滅絕說
藏族女作家唯色的丈夫王力雄說：在中國共產黨的領導之下，西藏當地藏族在对西藏传统文化进行扫荡的过程中，千千万万的西藏人都曾以极大热情投身其中，並認為中共雖撥款給西藏，但多用於「表面建設」、「排场心理」或「用在地方官員享受」，北京為發展西藏現代化提供的無償撥款與百分之九十九以上的西藏人無關，如西藏體育館最大的功能可能就是「擺在大街上讓人們看」，而昂贵程度已经排在世界前列的西藏大廈就只有经常出入北京的西藏官员能够享受。同時指出西藏上下各級的“現代化”項目所提供的就業機會，絕大部分都是被由藏人為主體的“穩定集團”的“子女”們和“有關係”的人獲得，普通老百姓幾乎從無沾光的機會。唯色認為：「很難相信許多地方仍處在地獄的專制政權，能將西藏帶進人間天堂。我們承認傳統西藏社會制度有許多問題，但那已經是上個世紀過去了，今日中國竟然存在大量奴隸主與奴隸，所做所為比過去西藏奴隸制還要醜惡黑暗萬倍，他們又有什麼理由妖魔化西藏的過去呢？豈不可笑！」。唯色並認為藏人遭受差別待遇，無法自由進出西藏（需進藏許可證明），漢人則不需這類證明文件。
作家王力雄說：「西方人不相信中共的话，那不奇怪。中共说的假话太多，所谓『假做真时真亦假』，即使它说真话时别人也不再相信它了。何况中共的本事仅是在国内控制舆论，操作国际舆论却从来成事不足，败事有余。因此达赖喇嘛一方的消息就成为西方了解西藏主要来源。不难想象仅有一个消息来源肯定是难以保持客观性的。」，同時除了在誇大死亡人數方面，也指出达赖喇嘛和西方流行的中共对藏人的迫害说法也有许多的誇張與離譜之處，包括「強迫西藏和尚與尼姑當眾性交」、「紅衛兵到處強姦婦女」、「小孩被驅迫為奴工」、「中共曾經誇口要在十五年內根除西藏語言」、「藏人死於中共迫害的人數為一百二十萬」、「在西藏自治區漢人已多於藏人」等說法。另外他認為藏人有崇拜强者的心态，但這個說法受到質疑。王力雄指出：「中國執政者很善於把壞事變成好事，事情發生時中國官員總先把責任推乾淨，同時又要利用這類事件為自己擴權找理由與根據。在西藏自焚案中強調是境外勢力操縱與策劃的，因此我們強化鎮壓與維穩是非常重要的。要求中央撥更多經費，要求提高自己的地位與權力，形成了『吃反分裂的飯，升反分裂的官，發反分裂的財』這種官僚集團邏輯。」
藏學家次仁夏加教授反駁王力雄，說不應將藏人參與文革賦予特別意義，因為文革時不參與革命就是反革命，群眾沒有不參與的自由。王力雄指出：「當時“積極分子”（指監視和密告者）數量很多，無孔不入，而且非常活躍。那些“積極分子”恰恰都是藏人，當我問道為什麼西藏宗教能被禁絕得那麼徹底，如果絕大多數藏人都嚮往宗教的話，難道不是可以私下里進行宗教活動嗎？在廣闊的農村和牧場，在黑夜和黎明，漢人的眼睛是根本看不到的，他們的手也伸不了那麼長。回答我的藏人說：『那怎麼能行，家家都有年輕人，都是紅衛兵，他們看著呢，搞不成。』那些監視著他們父輩的年輕紅衛兵是什麼人呢？他們不是漢人。一個藏人回答我的『為什麼藏人會砸寺廟』的問題時激憤地說：『不砸還不被整成反革命！』且不說當時藏人砸寺廟是否都是出於被迫，即使承認這一點，那些整人的人又是什麼人呢？不錯，有漢人，但是也有很多（甚至在數量上更多）是藏人。」。據班禪的《七萬言書》記載，漢族及藏族幹部聯手對佛像、佛經、佛塔等文物進行大規模燒毀及破壞。
香港資深大律師夏博義在香港大學法律學院發表研究論文《西藏是否應有民族自決的權利？》，認為根據國際法觀點，西藏擁有住民自決的權利，包括自決獨立。
美國國會對中國政府改善西藏的民生、對西藏的建設和發展以及為西藏進行現代化建設的說法表示承認，但同時認為中国政府改变了西藏的传统生活方式，毁灭西藏文化，亦認為中共大量移民到西藏，影响到西藏人的生存。徐明旭對「中國政府在西藏的現代化建設毁灭了西藏文化」一說作出反駁：「確認發展權也是不可剝奪的人權……美國讓印第安人﹑愛斯基摩人﹑阿留申人與夏威夷土著波里尼西亞人享受現代物質文明﹐是不是也在改變他們的傳統生活方式﹑威脅他們的文化﹑侵犯他們的人權﹖」。
藏學家Elliot Sperling指出，中國政府在某程度上確實在適應西藏文化方面作出了很大的努力，又指出不容忽視遍布在西藏高原的西藏文化活動。西藏學者Robert Barnett和德國綠黨領袖Antje Vollmer也承認「文化滅絕」的指控並不正確。美國記者Erik Eckholm也指出，除了在城市生活的少數藏人以外，絕大多數的西藏價值觀以及風格都沒有改變，他們依然保留著明顯的「西藏特徵」。

## 外界立場與影響
西藏在清朝之前，自己擁有一千六百年以上的歷史（吐蕃王朝），西藏佛教自公元七世紀松贊幹布法王由漢族、印度、尼泊爾引入西藏，經歷一千三百年的融合，成為藏民的精神支柱。西藏擁有屬於自身的文化、語言、文字、習俗，其藝術、舞蹈、音樂、曆法、文學、醫學也自成一個體系。清朝時期乾隆皇帝以「信黃教所以順人情，安國俗也」政策，認可了藏傳佛教僧侶享有過去已享有的「各種特權」，每年還額外「加賞青稞三百石」，使得相關寺院及其貴族擁有大量的田地、牧場、山林、牲畜，這種情況延續了217年。國民政府自1934年黃慕松入藏後開始重視「佈施」並逐年增加經費，延續中國歷代慣例。直到中共施行「土地改革（北京稱為西藏民主改革）」與「大躍進」才被迫中斷。中共所沒收的有形財產，據不完全統計1966年度估計約在200億美元左右。在北京眼中西藏只是一個長期停留在封建農奴制度下的黑暗、野蠻族群，因此中共若要真正解放西藏就必須「徹底改造」，經由勞動改造與強迫僧侶還俗、娶妻，公開焚毀佛教經典等行為來減少宗教迷信，禁止具有西藏民族風格藝文活動來「避免不利於社會主義生產建設」，強化政治教育思想改造。這些政策在近幾年則有改變。北京當局認為：「1949年以前西藏問題是英國帝國主義所造成，而後是由美國帝國主義所製造。中共並認為達賴喇嘛會逃亡，完全是英、美帝國主義從中煽動所導致」。

### 英國
英國於19世紀後期曾從英屬印度派兵入藏要求貿易，1943年，時任英國首相安東尼·艾登向時任中國外交部長宋子文發送一篇政策聲明，內容指出：
1. 西藏政府實際上已認為西藏是一個自治區，並一直保持著超過30年的自主權；
2. 我們（英方）的態度一直都是承認中國（對西藏）的宗主權，但前提是西藏要被視為中國的自治區[300]。

在十七條協議後，英國雖認為印度對於西藏的綏靖政策會助長中國共產黨進一步對緬甸、不丹、尼泊爾、錫金的「訛詐」，但仍支持印度對西藏的態度。

### 蘇聯
沙皇俄國認為中國對西藏僅有宗主權。中共於《中華蘇維埃共和國憲法大綱》第十四條中表示：「中華蘇維埃共和國承認中國境內少數民族的自決權。一直承認各弱小民族有與中國脫離，自己成立獨立國家的權利。蒙古、回、藏、苗、黎、高麗人等，凡是居住在中國的地域的，他們有完全自決權：加入或脫離中國蘇維埃聯邦，或建立自己的自治區域。」，中華蘇維埃共和國建政後強調包含藏族在內的全中國少數民族，均有自主獨立建國的「分離權」。
國民政府認為二戰結束後因蘇聯阻止國軍登陸旅順、大連，中共及其同路人在中國境內各地挑撥學生進行反政府示威，鼓動學潮，外蒙古也在蘇聯指使下兵侵新疆發動「北塔山事件」，各地事件令國民政府難以應付，自然讓西藏輕視中央（熱振事件），助長獨立意識。
蘇聯早期認為西藏的赤化正代表著「美國、英國帝國主義的失敗」，形容中共為西藏的「解放者」。1960年代中期中蘇關係開始破裂，蘇聯開始指責北京當局「大漢沙文主義」、「違反馬列主義有關少數民族權力的原則」，隨後幾年更批評「北京屠殺藏族」、「西藏有自決權爭取成為一個獨立種族單位」

### 美國
在1950年6月，韓戰爆發，西藏噶廈請求美國提供援助，有學者認為美國在當時表示不願提供軍事裝備或資金援助，直到1962年在印度配合下，美國中央情報局才對西藏反抗軍提供了一定的協助，直至1971年停止。
亦有學者認為，在1958年，總共約有三百多名藏人在美國接受訓練，訓練項目包括破壞、布雷、間諜攝影及摩斯密碼。1959年，美國中央情報局從其設在泰國的秘密基地空投武器、軍火及受過美國訓練的藏人到西藏，從1957到1960年間，共進行四十次空投任務，空投了四百噸物質、器材，但幾乎都被中共抓到。1960年，美國政府下令停止進入共產國家的領空，於是轉而從不丹和尼泊爾的數萬流亡藏人中招募藏人，接受美方訓練，再前往西藏進行遊擊戰，為中共帶來一定程度的損傷。亦說法指出，美國中央情報局於1955年捲入西藏戰爭，對西藏人員的訓練直到1964年才停止，60年代末期停止大部份的援助，1971年全面停止武器與經費的供應，然而，美國供應的資源從未達到足以影響西藏政局的地步。華府的目的是希望西藏能提供有用的情報資訊，美國不願中共獲勝，也不幫助西藏獨立。

### 印度
在中國人民解放軍進軍西藏後，印度總理尼赫魯曾呼籲美國不要公開指責中共在西藏的行為，同時主張幫助西藏爭取更多自治的權利，中華人民共和國政府認為「印度企圖繼承英國在藏的侵略權益」，指責「印度與其他擴張主義勢力企圖干涉中國內政」。1959年4月5日，中國人民日報警告印度「不得干涉中國內政」，隨後中印邊境發生衝突。1962年10月22日，中共對印度邊境發動軍事報復。達賴喇嘛到日本訪問時中國官媒新華社痛批：「日本反動政府拉攏印度反動派的反華工具達賴喇嘛訪日，從事罪惡活動，是嚴重的挑釁行為」。印度政府公开为藏人流亡集团提供支持，同时利用达赖喇嘛多次访问有争议的阿鲁纳恰尔邦来与中国政府在边界问题上对抗，但印度政府也非常了解西藏是中国的核心利益，明确的承认西藏属于中国。

## 发展与影响

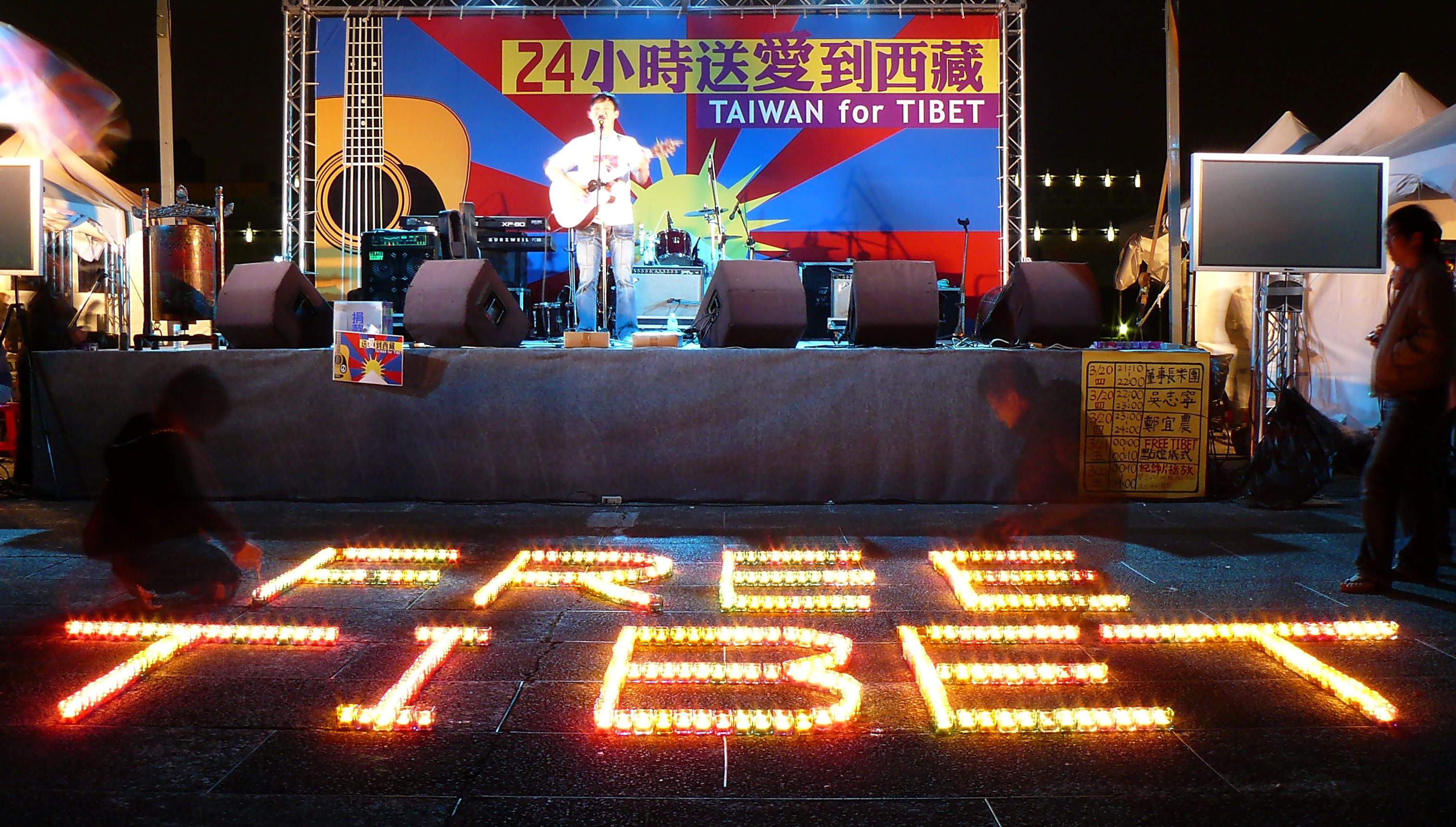
2008年3月臺灣聲援西藏活動

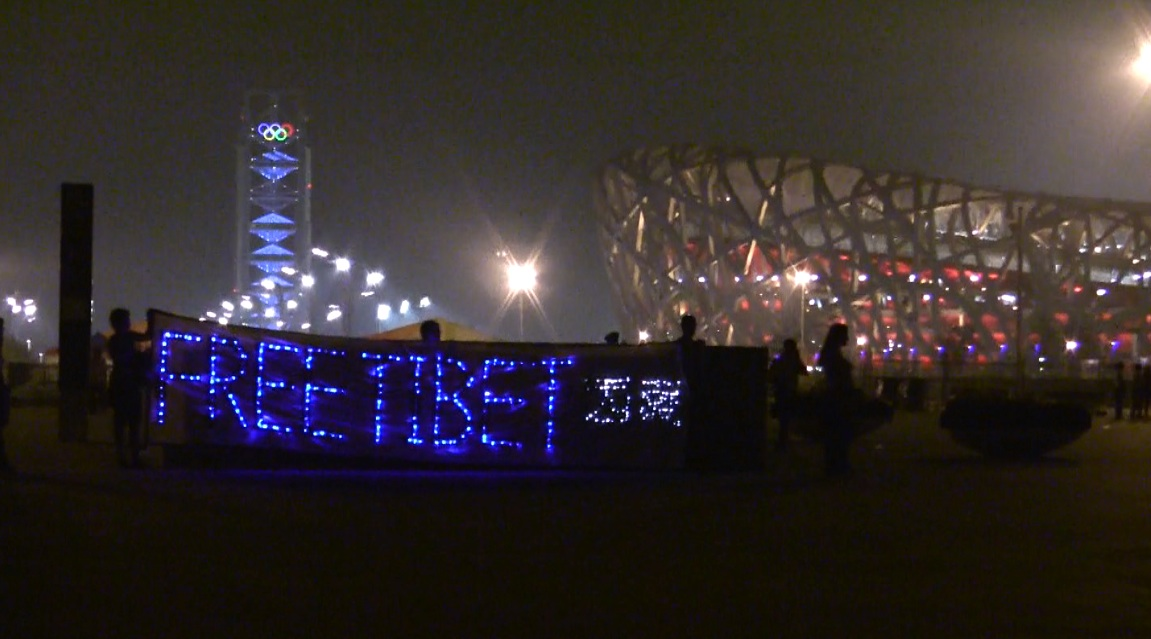
北京国家体育场前的FREE TIBET LED横幅，北京，2008年8月19日

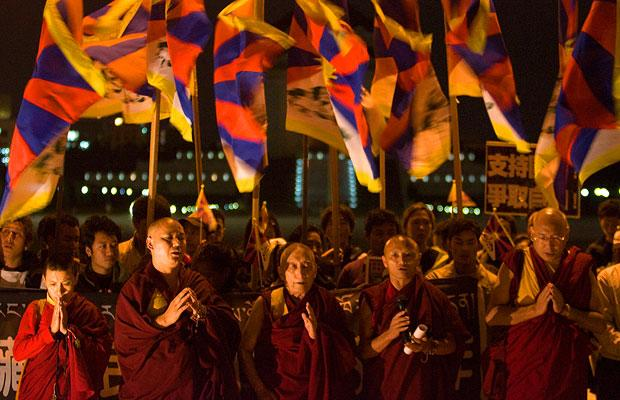
2009年西藏喇嘛在臺北為爭自由西藏而祈禱

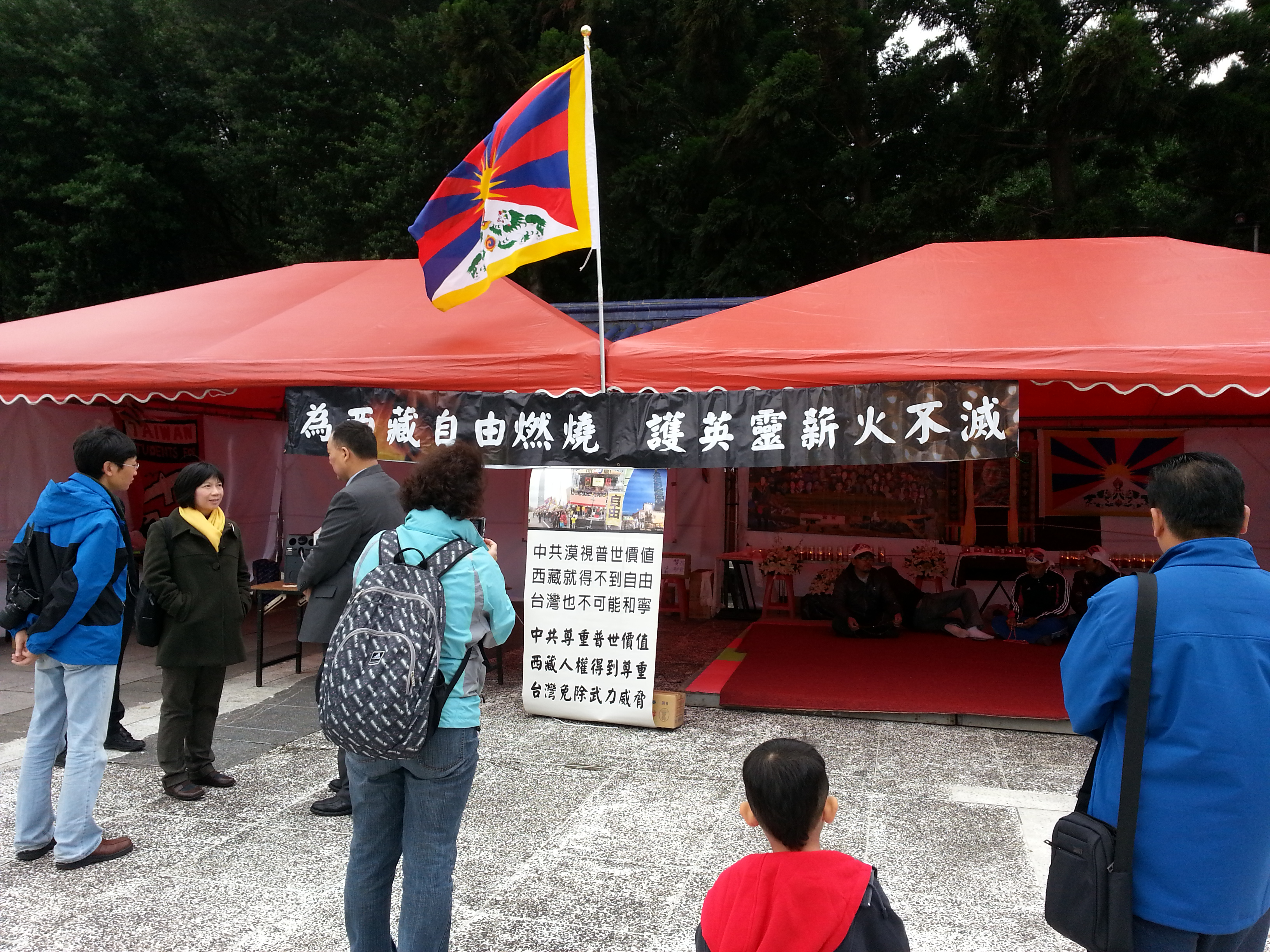
2012年臺灣臺北市自由廣場前的藏人抗議與紀念

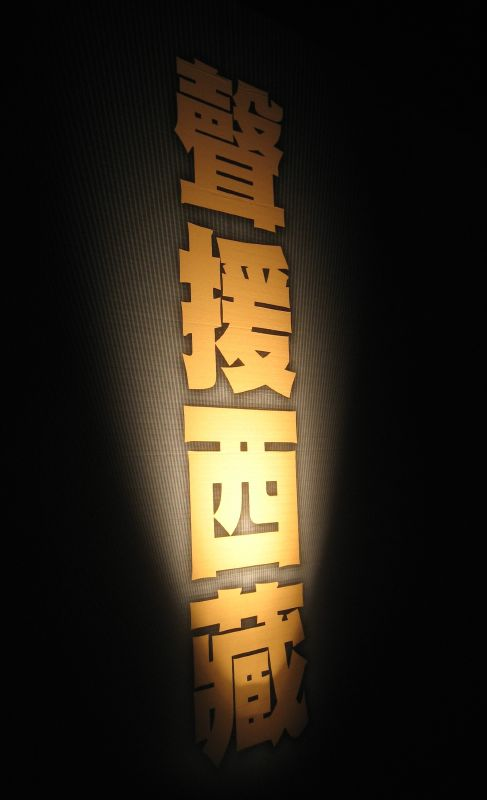
臺灣聲援圖博/西藏的人權之火自由愛活動

1959年3月26日，蔣中正在獲悉西藏事件後發表「告西藏同胞書」：「中華民國政府一向尊重西藏固有的政治社會組織，保障西藏人民的宗教信仰和傳統生活。我鄭重聲明：西藏未來的政治制度與政治地位，在摧毀中共政權後，西藏人民能自由表示其意志之時，我政府當本民族自決的原則，達成你們的願望。」
隨後在1959年3月28日，美國國務院發表聲明譴責中共。聯合國也分別於1959年、1961年、1965年通過三項決議案，譴責中國侵害西藏基本人權、壓制西藏民族特性、剝奪西藏人民自決權。
1959年4月，澳大利亞外交部長理查德·凯西在南韓訪問時表明應該在聯合國提出西藏問題；英國外交部則表示反對，擔憂西藏向聯合國提出請願會創下先例，進而影響到下轄的殖民地；中華民國駐聯合國代表蔣廷黻也表明反對，認為這個議題屬於中國內政，擔憂西藏問題會讓其他共產國家藉機提起聯合國中共代表權的問題。
1959年4月9日，印度總理尼赫魯在記者會上簡短表達立場：「最重要的因素是我國本身的安全，我們也願意繼續與中國保持良好關係，我們也強烈關注西藏的發展」。尼赫魯原本對藏族的遭遇表示同情，又不想得罪中共讓達賴喇嘛與其他國家有所接觸；直到5月16日，中共駐德里大使語帶威脅警告印度：「你們不能同時擁有兩條戰線吧？（同時與中华人民共和国、巴基斯坦為敵）」尼赫魯被此激怒，6月20日，第十四世達賴喇嘛獲准舉行記者會。
1959年10月，國際共產集團與西方左派律師召開「民主律師國際協會」，與會的專家學者包含中共代表一致認為，西藏在1913年至1950年遭受英國帝國主義陰謀侵略，因此西藏在此期間是「無主權的區域」（共產國際執委於1933年指出「英國帝國主義奪取中國東南各省、西藏和西川」）。
1960年，4月在新德里所召開的「非亞會議」通過了支持西藏的宣言。
1960年至1965年的冷戰高峰，聯合國大會上非共產國家代表均以西藏在1951年以前具有獨立地位，譴責外來勢力「侵略西藏」或「軍事入侵西藏」，並譴責以軍事力量強加的十七條協議。中蘇交惡又爆發邊境衝突後，蘇聯與東歐各國則在1970年代末期逐漸放棄支持中國，改為支持西藏流亡政府。
英國曼徹斯衛報1975年6月6日曾專題報導「赤色世界屋脊」，寫到1967年拉薩東南方尼艾莫共軍崗哨遭西藏人襲擊後，引發了雙方為期數個月的戰鬥。
1978年7月19日，莫斯科文學報撰文指責中華人民共和國未遵守十七點協議，並指責毛澤東是有預謀的故意挑起中藏衝突，來作為屠殺西藏人民的藉口。
1979年起，聯合國蘇俄代表開始以「侵略行動」形容中共自1950年以來與西藏間的衝突。蘇俄東方研究所也開始研究中共是如何摧毀西藏民族、文化與宗教。1980年4月30日，蘇俄宗教事務委員會斯契爾巴科夫（L.V. Scherbakov）在印度馬特拉斯進一步表明：「蘇聯將協助任何爭取獨立的國家」，但西藏流亡人士已注意到蘇聯動向（入侵阿富汗、援助中東內戰），因此對蘇聯願意軍援其建國表示婉謝。
达赖喇嘛在许多国际场合发表演说，包含美国国会，澳洲国会，在法国举行的欧洲议会等等，1987年-1988年，達賴喇嘛提出《五點和平計劃》與《斯特拉斯堡建議》等和平解決訴求，因而1989年获得诺贝尔和平奖。近年诉求藏区的自治，1997年2月13日，第十四世達賴喇嘛在接受台灣自由時報專訪時表示，他並不主張西藏獨立，而是更傾向於「邦聯制」與中華人民共和國攜手下的真正自治，某種形式上鬆散的邦聯，台灣也可以加入。达赖喇嘛在过去四十年来获得大部分西方政府组织的支持，同时也带动了数百个支持西藏獨立的团体与组织。對於達賴喇嘛在數個國家（包括蒙古国）獲得人權、人道、和平獎，中華人民共和國認為這是西方反華勢力介入中國內政。
达赖喇嘛的弟弟丹增曲嘉跟达赖喇嘛的說法有所差別，在與接受董尼德的訪問時表示：「我們先求自治。然後再把中國人趕走！就像馬可仕被趕出菲律賓一樣，就像英國人被趕出印度一樣！我們是為世代著想，為著後代子孫著想。自治將是個起步」。
1989年，西歐聯盟（U.E.O）譴責中國的西藏政策，表示：「中國人佔領西藏已有多年，並且剝奪西藏人享受人權的權利」。1995年3月8日，在日內瓦召開的聯合國人權大會，通過了有關西藏與中國人權狀況嚴重惡化的決議。1992年2月，立陶宛通過決議承認達賴喇嘛與西藏流亡政府是西藏民族的唯一合法代表，並保證在國際上支持西藏民族合理的願望。
1992年12月15日，歐洲議會通過決議：「呼籲中國立即停止對西藏環境的破壞以及經濟的開採，立即停止鼓勵漢人大量移民西藏的政策，中國政府應立即與西藏流亡政府重新會談，並在會談中討論真正的民族自決問題。」
1997年4月17日時任駐華大使尚慕杰在訪問拉薩時說，美國政府從孫中山的年代就承認西藏為中國的一部分。1998年7月27日，美國總統克林頓在北京出席與中國國家主席江澤民的聯合舉行記者招待會時說：「我同意西藏为中国的一部分，为中国的一个自治区之一。我能理解何以承认此点必须是与达赖喇嘛展开对话的先决条件。」。
1998年8月，意大利議會代表團訪問西藏，指出藏人的生活水平已大大提高，並且享受完全的宗教自由。西藏人權與民主中心對此作出反駁。
1998年，美國國務院發表中國人權報告（1997），報告內容指出：「中國中央政府和中國的其他省份大量補貼以助發展西藏經濟，其補貼資助在1989-1996年間保持10.5％的年增長。西藏的預算收入超過90％為外來。西藏也從各種各樣的良好的經濟和稅收政策中得益……總體而言，政府的發展政策都有助於提高很多藏人的經濟和生活水平。」但同時認為中央政府破壞了西藏獨特的文化、宗教和語言遺產。
2000年2月4日，曾受到中共認證「心向祖國」的伍金赤列多吉（噶舉派第十七世噶瑪巴，又稱大寶法王），秘密逃到達賴喇嘛流亡政府所在地印度達蘭薩拉，並表示全世界的西藏民族都希望在達賴喇嘛的帶領下返回家鄉。
中國流亡異議人士項小吉認為：「不尊重人權是中國的普遍現象，中共不僅迫害西藏，也迫害中國人，可能文化與民族上的差異，讓西藏對於這類迫害更加敏感」。中國流亡人士與西藏流亡者共同成立「漢藏協會」。還學文表示：「做為一個中國人有時感到很羞愧，共產黨做的事不是我們的錯。」。
2001年11月12日，英國與義大利決定授予西藏政治犯阿旺桑卓名譽公民身份。
2004年3月10日，歐洲1800個政府機關響應德國組織（Tibet Initiative Deutschland, 簡稱TID）發起的「亮出旗幟」活動，在門前懸掛西藏國旗。
2004年4月，美國時代雜誌将達賴喇嘛列入“世界最有影響力的人物”。
2005年1月，美國非政府組織「國際聲援西藏運動」獲得荷蘭「格武贊獎章」。
2013年聯合國人權理事會的許多會員在中國的國別人權審查報告聽證會上，對中國逮捕異議人士、在監獄中使用酷刑與執行死刑表示關切。幾名自由西藏学生运动的學生在會場聯合國日內瓦辦事處大樓外懸掛標語“中國沒有人權－聯合國為西藏站出來”。中國政府的白皮書則表示「國家對少數民族繼續實施傾斜性政策，少數民族依法享有和行使各項權利。西藏、新疆等民族地區經濟社會各項事業發展步伐加快，人權保障事業全方位推進」。
下列为部分社团与组织：
- 西藏青年大會

于1970年10月在达蘭萨拉成立的藏独组织，分會遍及世界各国，尤其是西方国家，成员超過三万人，是藏独激进派的主要力量。有人质疑他们策划并组织了2008年3月14日在拉萨发生的暴动，和在伦敦、巴黎和洛杉矶藏人攻击奥运圣火的事件，声称该组织主张使用任何方式，包括恐怖主义方式，实现西藏独立。
藏青会否认这种指控，称自己这一代人坚持和平非暴力的斗争方式。至于下一代人的斗争方式则只能由下一代人自己决定，取决于共产党政府未来如何对待西藏人民。达赖喇嘛自称，他没有能力完全控制藏青会的行动。
- 国际西藏独立运动

为设在美国印第安那州的组织，于1995年成立。
- 国际声援西藏运动

總部設在美國首都華盛頓的组织。
- 自由西藏学生运动

于1994年成立于纽约市。

### 自治區現況
藏人在西藏的“稳定集团”（“国有单位”）内占据多数和把持主要权力，以致當今西藏問題上出現「亂則生利」的奇特現象：「拉薩1989年大規模騷亂，導致了軍事戒嚴，但是當年北京對西藏的財政補貼就猛增20%，超出原本許諾每年遞增10% 的一倍，第二年撥給西藏的基建投資竟一下增加了84%，增加幅度之大令人咂舌。怪不得內蒙古的官員背後抱怨北京欺軟怕硬」。亦指出西藏目前的狀態為：社會在任何方面的不滿，幾乎都會轉變為政治上的不滿，隨之就會喊出要求西藏獨立的口號，而西藏的“稳定集团”往往利用政局的不穩定向北京取得巨额拨款、各种福利和社会保障。
“穩定集團”在毛澤東時代以漢人為主體，由於近二十年漢人紛紛調回中國內地，藏人官員掌握實權，新被納入“穩定集團”的名額也主要給了他們的親友，因此“穩定集團”已經越來越多地變成以藏人為主。 於1994年，西藏國有單位幹部職工總數中，藏人所佔比例已經從不足一半上升為67.8%。

### 西藏與台灣
中華民國官方早期維持反共立場，同時以金錢收買藏人來提防西藏暗中獨立，一度讓流亡政府深惡痛絕。流亡議會曾決議禁止喇嘛來台灣傳教。1969年，台灣延攬了幾位流亡政府官員成立「噶倫辦事處」，使得台灣與達賴喇嘛之間的關係絕裂。
1985年，達賴喇嘛在美國提出與台灣往來的基本主張。
1994年5月，中華民國蒙藏委員會張駿逸在印度班加羅爾與四水六崗衛藏志願軍簽訂協議，引起西藏流亡政府與議會的強烈譴責，認為民間組織無權簽署類似文件，四水六崗衛藏志願軍因此分裂為兩派。流亡政府內親中華民國的嘉樂頓珠隨即去職:297-298頁。
1995年起，台灣海外學生社團與國際聲援西藏社團結盟。這是因為台灣獨立運動的影響，使得原先惡劣不相往來的關係改善。
達賴喇嘛1997年訪問台灣，與總統李登輝會面後，過去的誤會都煙消雲散，對藏人來說，台灣是虔誠的佛教國家，更是他們最喜歡的漢人之一。
1997年2月，中華民國立委林哲夫與来自內蒙古、新疆、西藏等地人士合作成立迪門（Timet）的組織，希望獨立運動能彼此串聯起來。
達賴喇嘛於2001年及2009年曾訪問台灣。
2016年10月，時代力量立委林昶佐組成台灣國會西藏連線，國民黨前立法院院長王金平、民進黨立委蕭美琴、尤美女、段宜康等30幾位立法委員都加入。由時代力量立法委員林昶佐擔任會長。林昶佐說，「希望透過這個組織，把臺灣國會聲援西藏的力量串聯在一起」。藏人行政中央駐台代表達瓦才仁表示，台灣與國際的連結應該要發揮自己這樣的優勢；西藏問題不只是統獨，也包含原住民族、殖民或反殖民、環保等，西藏問題是人類面臨問題的混合型，都和人類息息相關。

## 相關作品

### 記錄影片
- 《达赖喇嘛》
- 《西藏之夢》(Dreaming of Tibet)：1998年[355]
- 《西藏諜影》(The Shadow Circus : The CIA in Tibet)[356]
- 《旅行者與魔術師（英语：Travellers and Magicians）》(Travelers and Magicians)
- 《真師之言》(Words of My Perfect Teacher)[357]
- 《西藏瑜伽士》(The Yogis of Tibet)[358]
- 《憤怒的僧侶》(Angry Monk)
- 《不再恐惧》
- 《當龍吞了太陽》[359][360]

### 電影
- 《達賴的一生》(Kundun)：1997年，馬丁·斯科塞斯
- 《火線大逃亡》(Seven Years In Tibet)：1997年，讓-雅克·阿諾(Jean-Jacques Annaud)

### 書籍
- 谭·戈伦夫Grunfeld, A. Tom, , M.E. Sharpe, 30 July 1996, ISBN 978-0-7656-3455-9（英文）
- Kenneth J. Conboy; James Morrison. . University Press of Kansas. 1 February 2011. ISBN 978-0-7006-1788-3.（英文）
- 王力雄, , 明鏡出版社, 1998年, ISBN 978-1-896745-54-1
- 唯色. . 大塊文化. 2006年. ISBN 9867291859. EAN 9789867291851
- 李江琳. . 聯經出版. 2010年. ISBN 978-957-08-3638-7.

## 引用
1. ↑  吳宗翰.  (PDF). 國立臺灣大學政治學系中國大陸暨兩岸關係教學與研究中心. 2011年: 6–11  [2015-05-02]. ISBN 9789860278057. （原始内容存档 (PDF)于2015-05-18）.
2. ↑  程翔. . 眾新聞.   [2021-05-07]. （原始内容存档于2020-11-29）.
3. 1 2 3  劉漢城. . 雪域出版社. 2019-10-17: 591  [2021-04-23]. ISBN 978-986-96193-9-4. （原始内容存档于2021-03-03）.
4. 1 2  嘉央诺布. . . 由悬钩子翻译. 2009-04-12  [2009-04-12]. （原始内容存档于2009-09-26） –看不見的西藏：唯色博客.
5. 1 2 3 4 5  西藏的故事，第245页
6. 1 2  龍在雪域，第605页
7. 1 2  劉學銚（1986年），第40页
8. 1 2  毛毛，我的父親鄧小平，地球出版社，1993年，573頁，鄧榕（鄧小平之女）：1950年10月，我軍費時十八天，在西藏東部大門昌都發起戰役，殲滅敵軍五千七百餘人，打開了進軍西藏的大門。
9. ↑  . 中国政协新闻网. 人民网. 2011年5月20日  [2015-02-21]. （原始内容存档于2013-04-06）.
10. 1 2  王力雄（1998年），第71页
11. 1 2  Grunfeld（1996年），第147–149页
12. ↑  . Offices of Tibet.   [2016-02-10]. （原始内容存档于2014-05-02）.（英文）
13. ↑  New York Times archives search for "Invasion of Tibet" （页面存档备份，存于）.
14. ↑  This Day in History （页面存档备份，存于）, BBC News, Saturday, December 25th 1999.
15. ↑  Goldstein（1999年），第42页
16. ↑  Carol Gould & Pasquale Paquino, "Cultural Identity and the Nation-state", Rowman & Littlefield, 2001, p11
17. ↑  P.J.S. Sandhu, Vinay Shankar, G. G. Dwivedi, 1962: A View from the Other Side of the Hill, Vij Books India Pvt Ltd,2015,p148-149
18. ↑  K. Sarwar Hasan, Khalida Qureshi, China, India, Pakistan, Pakistan Institute of International Affairs, 1966, p107
19. ↑  . 自由時報電子報. 2006-07-19  [2022-07-08]. （原始内容存档于2022-07-08） （中文（臺灣））.
20. ↑  茨仁夏加. . . 思想系列 10. 由張曉紅翻译. 聯經出版. 2008年: 1–3頁. GGKEY:AKAYT47JCH0.
21. ↑  付志刚; 何一民. . 《贵州民族研究》. 2012年, (5期): 131-136  [2024-05-19]. （原始内容存档于2024-05-19）.
22. ↑  戴发望，《元代西藏的政教合一制》，《青海师范大学学报(哲学社会科学版)》 , 2006 (3) :62-65。
23. ↑  张云，《元代西藏地方的基层组织》 （页面存档备份，存于），《中国边疆史地研究》 , 1998 (2) :20-24。
24. ↑  王啟龍〈藏傳佛教在元代政治中的作用和影響〉, 《普門學報》, 第8期, 2002年
25. ↑  李治安. . : 第二章第二节. ISBN 9787010039329.
26. ↑  范文瀾; 蔡美彪.  第7卷. 人民出版社. 1994年: 第89頁.
27. ↑  宗谿制度 （页面存档备份，存于）. 五洲传播中心
28. ↑  李彩霞. . 社会科学文献出版社. 2017: 107. ISBN 9787520105491.
29. ↑  劉漢城.  (PDF). 雪域出版社. 2019年10月17日: 第27–30頁. ISBN 9789869619394. （原始内容存档 (PDF)于2022年4月21日）.
30. ↑   维基文库中的相關文獻：《明史·卷三百三十一·列傳第二百十九·西域三》
31. 1 2  Eliot Sperling. . 紐約時報. 2008-04-13  [2015-03-04]. （原始内容存档于2015-04-02）.（英文）
32. 1 2 3  黃鴻釗.  (PDF). 《“一國兩制”研究》. 2011年, (9): 138-145  [2023-02-05]. （原始内容存档 (PDF)于2023-02-06）.
33. ↑  谭其骧. . 《中国边疆史地研究》. 1991年, (第l期)  [2023-02-05]. （原始内容存档于2023-02-05）.
34. ↑  林冠群. . 《蒙藏季刊》: 30-47.   [2021-05-07]. （原始内容存档于2021-05-10）.
35. ↑  杨恕; 曹伟. . 《清史研究》. 2012, (1): 32-39.
36. ↑  申新泰. . 《西藏民族学院学报(社会科学版)》. 1996, (1)  [2024-05-19]. （原始内容存档于2024-05-19）.
37. ↑  趙珍. . 清史研究. 2002年, 0 (4): 94–103頁  [2014-12-27]. （原始内容存档于2014-12-27）.
38. ↑  Thubten Samphel-Tendar. . 達賴喇嘛序. New Delhi: Roli & Janssen. 2004年: 101. ISBN 978-0893469184.（英文）
39. ↑  Shakabpa, Tsepon W. D. . New Haven: Yale University Press. 1967年: 150  [2014-12-28]. ISBN 978-0961147419. （原始内容存档于2015-05-16）.（英文）
40. ↑  王一樵.  (PDF). 臺大歷史系學術通訊. 2012年10月, (No. 13): 28  [2021-04-23]. （原始内容存档 (PDF)于2021-02-23）.
41. ↑  S. C. Bhatt, Gopal K. Bhargava. . Gyan Publishing House. 2006年: 23頁. ISBN 978-81-7835-380-7.
42. ↑  . 《大英百科全書》.   [2014-12-22]. （原始内容存档于2014-12-22）.（英文）
43. ↑  M. C. van Walt van Praag. . Westview Press. 1987年: 37頁. ISBN 978-0-8133-0394-9.（英文）
44. ↑  廉湘民. . 新华网. 中央政府门户网站. 2008-05-27  [2021-04-24]. （原始内容存档于2021-04-25）.
45. ↑  夏格巴（2009年），第706-707页
46. ↑  夏格巴（2009年），第724–725页
47. ↑  Alexandre Andreyev. . BRILL. 1 January 2003: 52. ISBN 90-04-12952-9.
48. ↑  Claude Arpi. . Lancer Publishers LLC. : 22–23. ISBN 978-1-935501-57-2.[]
49. ↑  Sam van Schaik. . Yale University Press. 28 June 2011: 187. ISBN 978-0-300-15404-7.
50. ↑  劉學銚. . 思行文化. 2013年10月10日: 第109–111頁. ISBN 978-986-89955-7-4.
51. ↑  《清室退位詔書》
52. ↑  王貴; 喜饶尼玛; 唐家卫. . 北京: 民族出版社. 2003年: 第228頁. ISBN 9787105024575.
53. ↑  （德）戈特弗里特－卡爾．金德曼. . 由張瑩翻译. 社會科學文獻出版社. 2010年8月: 第83－84頁. ISBN 9787509716809.
54. ↑  張博樹《中國民主轉型中的西藏問題》，溯源書社，第47-50頁，ISBN 9789881644206
55. ↑  西藏的地位，第126页
56. ↑  Sir Charles Alfred Bell. . Clarendon Press. 1924: 150, 228, 304頁  [2023-04-12]. ISBN 978-0-598-95955-3. （原始内容存档于2023-05-05）.
57. ↑  UK Foreign Office Archive: FO 371/1608
58. 1 2 3  徐明旭. . 香港: 明鏡出版社. 1999年. ISBN 1-896745-95-4.
59. ↑  Mojumdar, Kanchanmoy. . Munshiram Manoharlal. 1973: 209.
60. ↑  《中華民國約法第三條》：中華民國之領土依從前帝國所有之疆域
61. ↑  夏格巴（2009年），第748-749页
62. ↑  夏格巴（2009年），第763–764页
63. ↑  夏格巴（2009年），第768-769页
64. ↑  西藏國旗 （页面存档备份，存于）, 藏人行政中央
65. ↑  黃天華《民國西康格桑澤仁事件研究》，四川師範大學學報（社會科學版）第36卷第5期，2009年
66. ↑  侯希文 (编). . 社会科学文献出版社. 2015年: 264–265  [2023-04-17]. ISBN 9787509767450. （原始内容存档于2023-04-17）.
67. ↑  孫子和. . . 台北: 台灣商務. 1995年2月: 236–273頁  [2023-04-12]. ISBN 9789570510829. （原始内容存档于2023-04-17）.
68. ↑  「1942年7月，西藏外交部為維持中立政策，不允許中國人在西藏領土上修建公路，但允許中國馱運非軍用物資」西藏的地位，第123頁
69. ↑  董樹藩，西藏攝政熱振呼圖克圖與中央之關係，（中華民國）蒙藏委員會，1986年2月，3-47頁
70. ↑  王娟.  (PDF). 《西南民族大学学报》(人文社会科学版). 2013年, (第12期)  [2023-03-03]. （原始内容存档 (PDF)于2023-03-08）.
71. ↑  廖建新. . 《西藏民族学院学报》（哲学社会科学版）. 2009年1月  [2023-03-03]. （原始内容存档于2020-02-27）.
72. ↑  BRUBAKER, REBECCA; UPADHYAY, AKHILESH. .  (报告). International Peace Institute: 20. 2021. JSTOR resrep28856.9.
73. ↑  . 聯合國. 1949年8月8日  [2022年7月7日]. （原始内容存档于2022年7月7日）.
74. ↑   (PDF). UN Treaty Body Database: 2. July 2018  [2022-07-07]. （原始内容 (PDF)存档于2021-10-06）.
75. ↑  中國共產黨第二次全國代表大會宣言：「蒙古、西藏、回疆三部實行自治，成為民主自治邦；用自由聯邦制，統一中國本部蒙古西藏回疆，建立中華聯邦共和國」
76. ↑  西藏的地位，第153页
77. ↑  陳昭圻.  (碩士论文). 國立政治大學台灣史研究所. 2012年  [2022-08-12]. （原始内容存档于2022-08-12）.
78. ↑  西藏的地位，第127页
79. ↑  西藏的故事，第333-334頁。寺院將被掠奪摧毀，僧尼被殺被補，崇高佛教國王的偉大成就全毀於一旦，……我們將會像奴隸般臣服在征服者面前……日夜緩慢流逝，歷盡痛苦折磨
80. ↑  . 2021年8月21日  [2023-06-06]. （原始内容存档于2023-06-06）.
81. ↑  劉學銚（1986年），第58-59页
82. ↑  朱麗雙.  (PDF). 中央研究院近代史研究所集刊 (中央研究院近代史研究所): 第120頁.   [2016-04-13]. （原始内容存档 (PDF)于2016-05-09）.
83. ↑  新華時事叢刊，待解放的西藏，班禪致毛澤東　朱德電文，第一頁
84. 1 2  西藏的地位，第247页
85. ↑  轉引自中國與南亞關係，中國就西藏問題致印度的照會，1950年11月16日，第39-41頁
86. ↑  劉學銚（1986年），第57页
87. ↑  林照真認為一般人誤以為香港的「一國兩制」是出自鄧小平，但一國兩制實際上只是西藏＜十七條協議＞的另一種說法，換句話說，一國兩治第一次實施地區應該是西藏，＜十七條協議＞才是北京地方自治精神的初嘗試。林照真 2000，第328頁
88. ↑  達賴喇嘛生平與藏獨 （页面存档备份，存于）明报
89. ↑  西藏生與死，第48页
90. ↑  楊碧川，達賴與西藏獨立，一橋出版，ISBN 957-98898-2-1，第75頁
91. ↑  西藏的故事，第297页
92. ↑  張戎，毛澤東：鮮為人知的故事，喬.哈利戴，開放出版，2006年9月版，ISBN 962-7934-19-4，第400頁
93. ↑  张云. . 《中国边疆史地研究》. 2011年, (第2期).
94. 1 2 3 4 5  安瑪莉.布隆鐸; 卡提亞.畢菲特里耶等. . 由謝惟敏翻译. 台北市: 前衛出版社. ISBN 978-957-801-664-4.
95. ↑  喇嘛殺人，第112页
96. ↑  西藏的地位，第274-275页，「包括財政、衛生、文化、教育、司法、交通、宗教等部門均由中國人實質控制，達賴喇嘛：在籌備委員會中，雖然表面上有西藏代表，但他們毫無權力，掌握實際權力的是中國人……」
97. ↑  鄭金德. . 昭明. 2003年: 第64頁. ISBN 978-986-7938-23-7.
98. ↑  喇嘛殺人，第135页
99. ↑  達賴喇嘛新傳，第77页，「達賴喇嘛：我們對中共的侵略和印度的沉默感到非常困擾，雖然我對尼赫魯訪問中國抱著樂觀的看法，但中印雙方在班察希爾協定(Panchsheel Agreement)裡的「互不干涉」意味著告訴印度：「不要提起西藏」。情況已經很明顯，西藏即將落入中國掌中，但我們不知道日後會絕望到迫使我們流亡的地步。」
100. ↑  達賴喇嘛新傳，第80页，「周恩來訪歐之後，來到印度與達賴會面，達賴喇嘛：他告訴我西藏的情況已經惡化，而且不瞭解西藏人民為何要反抗。他並警告我解放軍會動武鎮壓。」
101. ↑  達賴喇嘛新傳，第79页，達賴與班襌於1956年11月26日到達德里，達賴喇嘛：我在新德里時，多次和尼赫魯會面說明我們的情況，總理則重申自己的立場，表示印度無法為西藏做些什麼，建議我與周恩來會談問題並回到十七點協議。他希望亞洲中印兩個大國能在國際事務上保持一致的立場，並且不贊成我所提出的政治庇護的要求，他雖關心西藏，但同時也必需考量到印度的未來。
102. 1 2  西藏的地位，第276-277页
103. ↑  達賴喇嘛新傳，第76页
104. ↑  龍在雪域，第218-219页
105. ↑  以興海縣為例：「1957年興海縣實施統購統銷的掠奪性高徵收政策，當年該縣糧食總產量為105萬公斤，政府徵購60.13萬斤，徵購後每年人均糧食由62公斤下降至26.4公斤，中共牧業合作社成立後，藏族牧民原有的牲畜遭無代價入社，導致許多藏人一無所有，其中溫泉鄉約三分之一人口餓死。青海省委書記高峰卻在1959年1月9日的會議上宣稱每人平均糧食已達1000公斤」「再看興海情況，……由於不能正確貫徹政策，亂加捕殺……全縣究竟錯捕錯殺多少人尚無法查清……事情雖過去半年，但由於群眾裡有些親眼見到殺人，有些埋藏的屍體被群眾挖出，因此影響極壞……故自1958年2月以來，還未爭取一人回來，相反群眾逃亡為匪者卻達千人」鐵鳥，第245-247頁
106. ↑  Tsering Shakya. . Columbia University Press. 1999: 169,173頁. ISBN 978-0-231-11814-9.
107. ↑  . 四水六崗衛藏志願軍.   [2015-04-06]. （原始内容存档于2015-02-06）.
108. ↑  鐵鳥，第248页
109. ↑  Thomas Laird, The Story of Tibet: Conversations with the Dalai Lama, Grove Press, 2006, p301-302
110. ↑  鐵鳥，第296-297页
111. ↑  龍在雪域，第217页
112. ↑  達賴喇嘛新傳，第81-82页，圖登吉美諾布：他們時常來找我，對我指東道西批評所有的一切，從我們的衣著到僧侶的袍子，並說只要我推翻達賴，就會讓我擔任西藏地方的首長。那些中國軍人說為中國共產黨立下這樣大功，自然會獲得高官厚祿，必要時殺了達賴喇嘛也無妨。
113. ↑  西藏現況研究，第一輯，（中華民國）蒙藏委員會，第46-47頁
114. ↑  葉蔭，西藏現況研究，第三輯，（中華民國）蒙藏委員會，144頁。
115. ↑  中共官方並將西藏定義為「最反動、最黑暗、最落後、最殘酷、最野蠻的農奴社會，1959年後在毛主席和共產黨英明領導下，使西藏從農奴社會直接過渡到現代社會」唯色、王力雄，聽說西藏，台北市，大塊文化，ISBN 978-986-213-119-0，第228頁
116. ↑  鐵鳥，第247页
117. ↑  鐵鳥，第440-443页
118. ↑  喇嘛殺人，第41-49页
119. ↑  Amaury De Riencout. . 由張之傑翻译. 世茂出版. 1991年4月: 132頁.
120. ↑  劉學銚（1986年），第84-87页
121. ↑  「三反雙減」是「反叛亂、反烏拉、反奴役、減租、減息」的簡稱。參見王家伟; 尼玛坚赞. . 五洲传播出版社. 1997年: 213–215. ISBN 978-7-80113-303-8.
122. ↑  西藏生與死，第68-69页
123. 1 2  張戎，毛澤東：鮮為人知的故事，喬.哈利戴，開放出版，2006年9月版，isbn 962-7934-19-4，第402頁
124. ↑  喇嘛殺人，第105页
125. ↑  他向中共官員說萬惡舊社會要飯的手裡起碼還有個破碗，蔣介石、馬步芳統治青海十幾年，也沒見過老百姓窮到連向外乞討的破碗都沒有，班禪買了許多碗分送給當地人民。張戎，毛澤東：鮮為人知的故事，喬.哈利戴，開放出版，2006年9月版，isbn 962-7934-19-4，第401頁
126. ↑  張戎，毛澤東：鮮為人知的故事，喬.哈利戴，開放出版，2006年9月版，isbn 962-7934-19-4，第401頁
127. ↑  全名為：通過敬愛的周總理向中央匯報關於西藏和其他藏族地區群眾的疾苦和對今後工作的建議
128. ↑  楊波，班禪被整肅事件之分析，1965年1月
129. ↑  謝富治，人民日報，在西藏自治區第一屆人民代表大會第一次會議上的講話，1965年9月2日
130. ↑  龍在雪域，第367页
131. ↑  「他們所提出對班禪不利的證據，不是純屬誇大就是羅織捏造」「其中，西藏傳統的占卜記錄也成為北京當局指控班禪反黨、反人民、分裂祖國的重要依據」「直到1988年中國全國人民代表大會才被摘帽平反」龍在雪域，第367-369頁
132. ↑  西藏現況研究，第一輯，（中華民國）蒙藏委員會，第199-200頁
133. ↑  龍在雪域，第334页
134. ↑  胡平. . RFA. 2008年4月14日  [2015年6月15日]. （原始内容存档于2016年3月4日）. 大饥荒期间我在成都上小学，记得那时学校每年都要组织我们去青羊宫参观四川省的"公安展览"，其中就有大量的"反动组织"、"反革命份子"和"美蒋特务"的"罪行"介绍。展厅中陈示着各种各样的"反动文件"，甚至还有准备暴动的武器。我想，在中共公安部的档案里一定有着更完整的记录，足以证明在那段时间来自民间的反抗广泛到什么程度……不过，相对於历代王朝饥民造反的规模，应该承认在大饥荒时期国人的反抗的确要弱小得多。道理很简单，共产党通过庞大的组织系统，对人民实行了极为彻底的人身控制，再借助於对现代通讯手段的垄断，它使得任何自发的集体反抗行为很难发生。暴力工具的高度发展，斩木为兵注定了不可能战胜机枪大炮。因此，当局就能够把人民的反叛扼杀於摇篮之中。
135. ↑  西藏的故事，第328页
136. ↑  1966年12月，陶長松成為「拉薩革命造反總部」總司令。1967年2月，劉紹民成為「無產階級大聯合革命總指揮」
137. ↑  西藏生與死，第126页
138. ↑  以1973年單邊壩縣為例：「鄉里全是女的，男性除了老人與小孩，青壯年幾乎沒有。一部分打死了，另一部分被抓，沒剩下什麼人。每個鄉都這樣，一開會全是女人，男人很少」殺劫，第206頁
139. ↑  洛桑確吉 (编).  (PDF). 西藏的天空. 2013年2月15日, (第10期): 第42頁  [2015年6月15日]. （原始内容 (PDF)存档于2016年3月2日）.
140. ↑  鄭重言，西藏現況研究，第二輯，（中華民國）蒙藏委員會，1985年11月，第5頁
141. 1 2 3  劉文彬.  (PDF). 台灣師大歷史學報. 2002年6月, (第30期).[永久]
142. ↑  西藏的地位，註138「1980年西藏至少有三分之一人均收入低於1959年以下，80%以上是文盲」
143. ↑  楊開煌，析論中共在西藏社會變遷中之角色，共黨問題研究，第六期，第56頁
144. 1 2 3  中國國務院新聞辦公室《西藏自治區人權事業的新進展》，北京，1998年2月24日
145. ↑  Grunfeld（1996年），第187页，中共在1970年代開始允許有限度地恢復宗教活動，並撥款修復了大昭寺
146. ↑  劉學銚（1986年），第75－76页
147. ↑  張戎，毛澤東：鮮為人知的故事，喬.哈利戴，開放出版，2006年9月版，ISBN 962-7934-19-4，第403頁
148. ↑  克珠群佩. . 中國西藏網. 2012年  [2023-02-06]. （原始内容存档于2023-02-06）.
149. ↑  蒙藏委員會，西藏現況研究，第一輯，51頁
150. ↑  西藏的地位，第293页
151. ↑  西藏現況研究，第一輯，中華民國蒙藏委員會，118頁
152. 1 2  七萬言書 （页面存档备份，存于）, 西藏流亡政府
153. ↑  李江琳. . 藏人行政中央. 2011-10-20  [2015-06-15]. （原始内容存档于2015-06-10）.
154. ↑  史明. . 台灣教授協會. 2010年: 33–34頁. ISBN 978-986-81199-2-5.
155. ↑  吳俠，達賴喇嘛訪美與西藏反共抗暴活動的激化，中共研究，第2卷，9月，第37頁
156. ↑  人民日報，1988年3月7日
157. ↑  . 藏人行政中央. 1991年9月2日  [2018年4月23日]. （原始内容存档于2017年10月21日）.
158. ↑  . 台灣: 蘋果日報. 2005年10月2日. （原始内容存档于2015年9月24日）.
159. ↑  . 新华社. 2000年1月7日  [2015年6月15日]. （原始内容存档于2015年1月3日）.
160. ↑  Dipanjan Roy Chaudhury. . The Economic Times.   [2015-06-15]. （原始内容存档于2015-05-22）.
161. ↑  西藏的故事，第335页
162. ↑  . VOA.   [2014-07-24]. （原始内容存档于2014-07-29）.
163. ↑  .   [2014-02-16]. （原始内容存档于2014-02-25）.
164. ↑  The U.S. Department of State, "1997 Report on Tibet Human Rights", 1998. 「The central government and other provinces of China heavily subsidize the Tibetan economy, which has grown by an average annual rate of 10.5 percent during 1989-1996. Over 90 percent of Tibet's budget income comes from outside sources. Tibet also benefits from a wide variety of favorable economic and tax policies... Overall, government development policies have helped raise the economic living standards of many ethnic Tibetans.」
165. ↑  《西藏自治区人权事业的新进展》 （页面存档备份，存于） 中国网 2000-02-20
166. ↑  Marcus W. Brauchli. . The Wall Street Journal. July 14, 1997  [2015-06-15]. （原始内容存档于2016-03-03）.
167. ↑  胡令喻，以命抗爭，外參出版社，ISBN 978-1-936895-32-8，第258-261頁
168. ↑  《欽定大清㑹典·卷八十》
169. ↑  《嘉慶重修一統志·禦製序目錄》
170. ↑  河口慧海.  . . .   [2015-08-06]. （原始内容存档于2015-11-22）.
171. ↑  呂秋文.  (PDF). 蒙藏委員會. : 第2–3頁  [2024-11-30]. ISBN 9789570252309. （原始内容存档 (PDF)于2024-07-13）.
172. ↑  王家偉; 尼瑪堅贊. . 北京市: 五洲傳播出版社. : 第144頁. ISBN 9787801133038。五洲傳播出版社隸屬中華人民共和國國務院新聞辦公室，是以製作對外宣傳品為主的機構。
173. 1 2  林照真（2000年），第223页
174. ↑  .   [July 14, 2024].
175. ↑  .   [July 15, 2024]. （原始内容存档于2024-07-16）.
176. ↑  .   [July 15, 2024]. （原始内容存档于2024-07-16）.
177. ↑  Dolma, Tenzin. . Library of Tibetan Works & Archives. 2020: 76–77.
178. 1 2  1910年《中国地理教科书》第25页
179. ↑  .   [July 14, 2024]. （原始内容存档于2024-07-14）.
180. ↑  .   [June 8, 2024]. （原始内容存档于2024-06-05）.
181. ↑  Sperling, Elliot. . East-West Center Washington. 2004: 27–28  [2024-07-14]. ISBN 978-1-932728-12-5. JSTOR resrep06540. （原始内容存档于2018-12-02）.
182. ↑  王力雄. . 自由亞洲電台. 2015-01-06  [2015-06-12]. （原始内容存档于2015-08-07）.
183. 1 2  .   [2024-05-18]. （原始内容存档于2024-05-18）.
184. ↑  周昆田. 薛人仰 , 编. . 台北市: 台灣中華書局. 1982年6月: 136–137頁.
185. 1 2  劉毓珠. . 台北市: 慧炬出版社. 1997. ISBN 978-957-518-091-1.
186. ↑  Willis, Janice D. . The Tibet Journal. 1984, 9 (4): 17頁  [2022-10-20]. （原始内容存档于2022-10-20） –JSTOR.
187. ↑  中华人民共和国国家统计局. . 人民日报. 1954年11月1日: 第1版  [2023年2月6日]. （原始内容存档于2022年10月15日）.
188. ↑  黃榮清. . 《中国人口科学》. 1999, (4): 14  [2024-11-30]. （原始内容存档于2024-05-23）.
189. ↑  蒙藏委員會，《西藏現況研究》，1985年11月，第42頁
190. ↑  . .   [2024-05-23]. （原始内容存档于2024-04-03）.
191. ↑  林照真（2000年），第144页
192. ↑  尼泊爾又一名藏人自焚抗議中共 （页面存档备份，存于）, 藏人行政中央, 2013-8-6
193. ↑  .   [2013-09-10]. （原始内容存档于2013-07-09）.
194. ↑  .   [2013-09-10]. （原始内容存档于2013-12-05）.
195. ↑  益西多登：「為宗教殉難是西藏民族意識形成的另一來源。藏人覺得為西藏民族獻身，與為宗教獻身其實是同一件事。中共入侵西藏後，一百二十萬人遭到殺害，六千多座寺院被毀，這些苦難給了藏人啓示，認為為宗教獻身是值得的。」林照真 2000，第145頁
196. ↑  西藏生與死，第47页
197. ↑  茉莉. . 《北京之春》. No. 5. 1998年  [2023-02-05]. （原始内容存档于2019-11-25）.
198. ↑  Goldstein（1999年），第52页
199. ↑  自由時報，2013年10月18日，A24版，根據澳洲人權組織（Walk Free Foundation，WFF）全球奴隸指數報告，以債奴、童工、人口販賣、逼婚等行為估計，中國現代奴隸人口約有295萬人
200. ↑  .   [2015-02-25]. （原始内容存档于2015-02-26）.
201. ↑  中共統戰部副部長江平，曾在人民日報發表＜關於當前民族工作的若干問題＞指出：「根據1980年的近似數字，國家對五個自治區的財政補助已超過這五個地區的收入總額，但許多部門巧立名目騰挪使用，絕大部份做了行政開支」（中華民國）蒙藏委員會，西藏現況研究，第二輯，1985年11月，40-41頁
202. ↑  1984年中國民族團結月刊第11期：「黨中央和國務院每年對少數民族地區撥給大量的專款（1952年至1984年，對西藏財政補貼達77億元）。但地方政府多挪用於縣辦企業，有的還被基層幹部揮霍掉，中央只管撥款不管使用，地方只管使用不管效果，置少數民族生產生活問題於不顧。」（中華民國）蒙藏委員會，西藏現況研究，第二輯，1985年11月，40-41頁
203. ↑  （中華民國）蒙藏委員會，西藏現況研究，第二輯，1985年11月，40-41頁
204. ↑  . 人民日报. 2001-08-21: 第2版  [2024-05-22]. （原始内容存档于2024-05-22）.
205. ↑  .   [2014-02-17]. （原始内容存档于2016-03-07）.
206. ↑  西藏的地位，第157，290页
207. ↑  西藏的故事，第334页
208. ↑  根據西藏流亡人士的說法：「紅衛兵隨著勢力壯大，對西藏人的懲罰也愈來愈殘忍，紅衛兵到處強姦婦女，甚至小女生。很多婦女被迫脫光衣服站在冰凍的湖面上。也出現了許多古老的凌遲方式包含剁手、割舌等花樣百出。」西藏生與死，第129頁
209. ↑  鐵鳥，第245-247页
210. ↑  西藏的地位，第287页
211. ↑  鐵鳥，第450页
212. ↑  西藏生與死，第69、131页
213. ↑  鐵鳥，第446-448页
214. ↑  . 中国中央电视台.   [2023-02-06]. （原始内容存档于2013-03-23）.
215. ↑  . 西藏在线.   [2023-02-06]. （原始内容存档于2022-10-07）.
216. ↑  西藏的故事，第329页
217. ↑  1982年開始重建，中國政府撥款100多萬，其餘由西藏信教群眾捐獻，目前寺院主體外觀已完成。鄭金德，大西藏之旅，昭明，2000年，263-264頁，isbn:957-0336-55-2
218. ↑  Jasper Becker. . Henry Holt and Company. 15 April 1998. ISBN 978-0-8050-5668-6.
219. ↑  賈斯柏‧貝克. . 由姜和平翻译. 明鏡出版社. 2005年10月. ISBN 978-1-932138-30-6.
220. ↑  鐵鳥，第249页
221. ↑  西藏的故事，第324页
222. ↑  達蘭薩拉難民站才丹拉美：「逃出的西藏人中，有的凍傷，有的遭槍擊，有的婦女遭士兵強姦後才放行。」林照真 2000，第24頁
223. ↑  謝劍，自決抑整合：中、西對西藏問題觀念的衝突，蒙藏委員會，九十二，第5-6頁
224. ↑  . 《人民日報》. 1991年3月20日  [2014年8月28日]. （原始内容存档于2015年9月24日）. 在增補委員中，...青海省政協常委、塔爾寺管理委員會主任阿嘉·羅桑圖旦·久美嘉措
225. ↑  . 中国新闻社 (新浪网). 2000年6月24日  [2014年8月28日]. （原始内容存档于2014年9月3日）. 今天的會議經過表決通過了關於撤銷阿嘉·洛桑圖旦·久美嘉措政協第九屆全國委員會委員、常務委員資格和戴成文政協第九屆全國委員會委員資格的決定。
226. ↑  Dewey, William Kent.  (博士论文). University of California, Santa Barbara: 4,18. 2017  [2024-05-20]. （原始内容存档于2024-05-20）. 简明摘要.
227. ↑  石硕.  第二版. 四川人民出版社. 2016: 331. ISBN 9787220097263.
228. ↑  黄奋生. . 民族出版社. 1985: 286. ISBN 9787105009299.
229. ↑   . 维基文库 （中文）.
230. ↑  西藏的天空，達賴喇嘛西藏宗教基金會，第41頁
231. ↑  張輝誠《中國古代「夷夏之防」思想特質 研究 （页面存档备份，存于）》，載〈中山女高學報〉（第六期）
232. ↑  鄒逸麟《論清一代對疆土版圖觀念的嬗變 （页面存档备份，存于）》，載〈東アジア文化交渉研究〉（別冊四）
233. ↑  《大義覺迷錄卷一》
234. ↑  黄兴涛.  (PDF). 《清史研究》. 2011年, (第1期): 3  [2024-05-21]. （原始内容存档 (PDF)于2023-08-31）.
235. ↑  《清高宗實錄》卷784
236. 1 2  宋念申《清俄碰撞：欧亚相遇中重塑“中国”》 （页面存档备份，存于），澎湃研究所 （页面存档备份，存于），2015-12-09
237. ↑  《中国通览》第20页
238. ↑  《中国通览》第22页
239. ↑  《中国通览》第24页、第25页、第26页
240. ↑  1910年《中国地理教科书》第19页
241. ↑  1910年《中国地理教科书》第20页
242. ↑   维基文库中的相關文獻：三民主義/民族主義第二講：中國幾千年以來，遭受了政治力的壓迫，以至於完全亡國，已經有了兩次：一次是元朝，一次是清朝。但是這兩次亡國，都是亡於少數民族，不是亡於多數民族。
243. ↑   维基文库中的相關文獻：三民主義/民族主義第四講
244. ↑  林冠群.  (PDF). 蒙藏委員會. : 第8–9頁  [2024-11-30]. （原始内容存档 (PDF)于2024-05-21）.
245. ↑  王力雄（1998年），第8-9页，中國那時和西藏一樣，同是蒙古鐵騎征服的對象。說起來還不如西藏，西藏尚能保持相當程度的自治，中國卻是徹底地亡國。無法解釋，一個連自己主權都沒有了的國家,又如何能對別的民族實施主權？元與後來的清不一樣，雖然同是異族入侵後進行統治，但是清朝滿人無論是居住地還是其民族最終都被整體地同化歸併，融合於中國一體，而蒙古現在仍然有自己的國家，蒙古民族居住在亞洲廣大區域，與中國完全是兩個概念。硬把蒙古對西藏的征服說成中國對西藏的主權根據，這種“阿Q”式的邏輯顯得既奇怪又不誠實。
246. ↑  Mark C. Elliott. . Longman. 2009: 86頁. ISBN 9780321084446.
247. ↑  李大龍《「中國」與「天下」的重合：古代中國疆域形成的歷史軌跡》，中國邊疆史地研究，2007年，第3期
248. ↑  《大清國籍條例》與近代“中國”觀念的重塑 （页面存档备份，存于） 新疆哲學社會科學網
249. ↑  . 光明日报. 2018年1月22日. （原始内容存档于2023-11-13）.
250. ↑   (PDF).   [2024-05-18]. （原始内容存档 (PDF)于2024-06-05）.
251. 1 2  Anne-Marie Blondeau; Katia Buffetrille. . University of California Press. 2008: 12–13. ISBN 978-0-520-24464-1.
252. ↑  . 《西藏百題問答》.   [2015-05-02]. （原始内容存档于2014-02-18）.
253. ↑  于逢春《论中国疆域最终形成的路径与模式》，〈長春師範學院學報〉人文社會科學版． 2012年11月，第31卷．第11期
254. ↑   维基文库中的相關文獻：三民主義/民族主義第一講
255. ↑  〈民九修改黨章之說明〉，據《中央黨務月刊》第七期，1929年2月：「現在說五族共和，實在這五族的名詞很不切當。我們國內何止五族呢？我的意思，應該把我們中國所有各民族融成一個中華民族（如美國，本是歐洲許多民族合起來的，現在卻只成了美國一個民族，為世界上最有光榮的民族）；並且要把中華民族造成很文明的民族，然後民族主義乃為完了。」
256. ↑  呂秋文. . 蒙藏委員會. 1999年11月: 第5–7頁. ISBN 9789570252309.
257. ↑  Denis C. Twitchett; Herbert Franke; John King Fairbank. . Cambridge University Press. 1994年: 26–27. ISBN 978-0-521-24331-5.
258. ↑  Dawa Norbu. . Routledge. 6 December 2012: 139. ISBN 978-1-136-79793-4.
259. ↑  吳宗翰.  (PDF). 國立臺灣大學政治學系中國大陸暨兩岸關係教學與研究中心. 2011年: 第34–36頁  [2015-05-02]. ISBN 9789860278057. （原始内容存档 (PDF)于2015-05-18）.
260. ↑  西藏生與死，第69页
261. ↑  他們獲得了第一手的種族屠殺資料，並要求聯合國正視這項問題。西藏的地位，第284頁
262. ↑   (PDF). International Commission of Jurists: 第62–63頁 (PDF第60–61頁). December 1997  [2021-05-07]. （原始内容存档 (PDF)于2021-02-21）. The Committee found that acts of genocide had been committed in Tibet in an attempt to destroy the Tibetans as a religious group, and that such acts are acts of genocide. The Committee did not find that there was sufficient proof of the destruction of Tibetans as a race, nation or ethnic group as such by methods that can be regarded as genocide in international law. 引自
 (PDF). International Commission of Jurists: 第3頁（PDF第17頁). 1960年  [2021-05-07]. （原始内容存档 (PDF)于2021-05-07）.
263. ↑  馬戎，《西藏的人口与社会》，北京：同心出版社，1996年，ISBN 9787805931982，第37頁
264. ↑  亞衣. . 《北京之春》. 1995年5月  [2023-02-06]. （原始内容存档于2023-02-06） （中文（中国大陆））. 水资源方面没有问题，但农业不发达，粮食作物少，主要是畜牧业。矿藏不是很丰富，比较多的是铬和硼砂。没有石油，煤也少，但水能、太阳能和风能资源还比较有开发前途。
265. ↑  安琪. . 《北京之春》. 1999年1月  [2023-02-06]. （原始内容存档于2023-02-06）. 中国方面始终没有提供任何这方面的数据，流亡政府方面后来提出的死亡数据是一百万，又说是一百二十万，当然它说的不光是被中国军队消灭的人数，也包括非自然死亡的人数，以及自然灾害饿死的和在中共统治下因各种原因死亡的人数。按人口比例来算，这个数据太高了，我对这个数字始终是有保留的。我个人估计，整个藏区－－包括西藏三地区，大概有三、四十万人。
266. 1 2  謝劍.  (PDF). 蒙藏地區現況雙月報 (蒙藏委員會): 35–64頁.   [2014-08-04]. （原始内容 (PDF)存档于2018-07-04）.
267. ↑  唯色. . 自由亞洲電台. 2012-11-09  [2015-04-07]. （原始内容存档于2015-04-06）.
268. ↑  艾略特·史伯嶺. . Rangzen Alliance.   [2015-04-07]. （原始内容存档于2015-02-11）.
269. ↑  王貴，喜饒尼馬，唐家衛《西藏歷史地位辯》，民族出版社，第580頁
270. ↑  David Matas; Torsten Trey. . 由洪蓮翻译. 博大國際文化. 2012年11月: 41–71、136–185頁. ISBN 978-986-88976-0-1.
271. ↑  "In the aftermath of the 1982 meeting the exile leadership showed some goodwill by refraining from commenting on the meetings, but at the same time continued to attack Chinese policies and human rights violations in Tibet, often going beyond what the actual situation warranted; for example, with charges of Chinese genocide." Goldstein 1999，第72-73頁
272. ↑  王力雄（1998年），第306页
273. ↑  六百萬是根據達賴喇嘛在1989年所聲稱的藏人人口數字：Five Point Peace Plan,  Address to the U.S. Congressional Human Right's Caucus September 21, 1987 （页面存档备份，存于）
274. 1 2  王力雄（1998年），第301-306页
275. ↑  . 1959-07-24  [2014-07-23]. （原始内容存档于2014-06-24）.（英文）
276. ↑  Grunfeld（1996年），第124页
277. 1 2 3  John Powers. . Oxford University Press. 14 October 2004. ISBN 978-0-19-517426-7.（英文）
278. ↑  Jamyang Norbu. .   [2014-08-31]. （原始内容存档于2010-08-07）.（英文）
279. ↑  Jamyang Norbu. .   [2014-08-31]. （原始内容存档于2014-09-03）.（英文）
280. 1 2  王力雄（1998年），第130-131页
281. ↑  王力雄（1998年），第352-406页
282. ↑  唯色、王力雄，聽說西藏，台北市，大塊文化，isbn:978-986-213-119-0，第229頁
283. ↑  胡令喻，以命抗爭，外參出版社，isbn:978-1-936895-32-8，第145頁
284. ↑  例如達賴喇嘛1987 年在華盛頓提出“五點和平計劃”時稱藏人死於中共迫害的人數為一百餘萬，在近年的演講中，這個字已經變成了一百二十萬。 一百萬的數字本身就已經非常驚人，以二十萬的幅度長，不知道根據是什麼，給人的感覺更像是表達義憤，而不是公佈事實。達賴喇嘛在他的自傳中譴責“中共曾經誇口要在十五年內根除西藏語言”、中共在西藏所建的“許多學校只是孩童的勞工營”、“小孩被驅迫為奴工、“即使在西藏自治區，漢人也已多於藏人、八九年拉薩藏人抗議期間“中共至少殺害二千五百名無武裝西藏人”⋯⋯也都甚為離譜。在西方廣泛流行的中共對藏人的迫害說法也有許多的誇張，如解放軍強迫西藏和尚與尼姑當眾性交、紅衛兵到處強姦婦女的說法，顯然距離事實相當遠。經歷過那個時代的人都知道，性行為在那時被視為極其骯髒和邪惡的事情，對於意識形態觀念最強的解放軍和紅衛兵，尤其不可能做出那樣的事。如果個別人有那種行為，只應該歸於背後犯罪（對任何人群都免不了）的特例：王力雄（1998）《天葬：西藏的命運》
285. ↑  「西藏百姓有神便拜，他们理解的世界是个多神世界，凡是强大或位高的事物都会被他们赋予神灵特性，为他们所拜。连黄慕松那样的世俗官僚，在进藏路上也曾被藏人要求其为之“摩顶”：『万民争来求福，罗拜帐外，并献金珠饰物，余乃施以摩顶礼，众皆大悦。余之乘舆挂满哈达，俨如活佛出行⋯⋯在加沙未受摩顶之民众，亦沿踪偕来，余乃一一抚慰。盖民众信佛极虔，以为中央大员，必为活佛转世也。』那么以毛泽东和中共表现出的强大，更足以引起藏人百姓的敬畏之心。使毛和中共可以顺利地在藏人百姓中取代传统旧神的，还在于中共意识形态本身和西藏宗教颇有内在相通之处，因此不会使他们的宗教意识发生太大冲突；同时，中共在西藏的专制统治和传统西藏的政教合一统治亦非常相像。作为至高无上的宗教象征符号，毛泽东比达赖有过之无不及，不仅其作为世俗领袖更加威严强大，而且因为历史上中国皇帝被藏人视为文殊菩萨化身，比作为观音菩萨化身的达赖喇嘛有更高的神格，理所当然地，毛被藏人当作了文殊菩萨。」王力雄《天葬：西藏的命運》
286. ↑  達賴喇嘛新傳，第96-97页，他們對西藏宗教信仰的類比雖然很精彩，認為西藏人放棄了萬劫不復的達賴喇嘛接受毛澤東千秋萬載的領導，甚至引述馬克思格言來說明宗教是人民的鴉片，但卻未能掌握一個基本重點，藏人並沒有急迫的需要非得信仰某人或某事才行，以毛語錄取代七字真言這說法太諷刺。
287. ↑  胡令喻，以命抗爭，外參出版社，isbn:978-1-936895-32-8，第151頁
288. ↑  次仁夏加. . New Left Review.   [2014-08-31]. （原始内容存档于2014-12-22）.（英文）
289. ↑  次仁夏加. . 由林猛翻译. 普羅民主網.   [2014-08-31]. （原始内容存档于2015-05-01）.
290. ↑  Harris, Paul.  (PDF). 香港大學法律學院. August 2008  [December 12, 2015]. （原始内容 (PDF)存档于2015年12月22日）.
291. ↑  徐明旭《陰謀與虔誠：西藏騷亂的來龍去脈》，明鏡出版社，1999年，香港：「按照美國國務院的西藏人權報告的邏輯，中國政府只有讓藏人滯留在中世紀生活方式中才算尊重西藏人權。他們大概不知道﹐今日藏人是如何如飢似渴地﹑如痴如狂地追求現代物質文明與現代商業娛樂。誰要想剝奪他們享受現代物質文明與現代商業娛樂的權利﹐他們大概就會同誰拼命……1986年聯合國《發展權宣言》說：“確認發展權也是不可剝奪的人權”。世界公認﹐發展就是現代化﹐“發展中國家”就是想現代化而尚未現代化﹑正在向現代化發展的國家。美國的人權衛士要剝奪藏人的發展權﹐是不是另一種形式的侵犯西藏人權呢﹖美國讓印第安人﹑愛斯基摩人﹑阿留申人與夏威夷土著波里尼西亞人享受現代物質文明﹐是不是也在改變他們的傳統生活方式﹑威脅他們的文化﹑侵犯他們的人權﹖」
292. ↑  Barry Sautman, “Cultural Genocide” and Tibet, Texas International Law Journal, VOL.38:173
293. ↑  葉蔭，西藏現況，第三輯，第106頁
294. ↑  張瑞德，「欽差」使命：沈宗濂在西藏（1943-1946），中央研究院近代史研究所集刊，第67期，第74頁
295. ↑  鄭金德，大西藏之旅，昭明文史，第263頁，isbn:957-0336-55-2
296. ↑  西藏現況研究，第三輯，從「現代化的變遷」論中共對西藏宗教文化的摧殘，楊開煌，第88頁
297. ↑  西藏現況研究，第三輯，從「現代化的變遷」論中共對西藏宗教文化的摧殘，楊開煌，第88-90頁
298. ↑  林照真（2000年），第23页
299. ↑  Great Britain. Foreign and Commonwealth Office. S. R. Ashton; G. Bennett; K. A. Hamilton , 编. . Series I. Volume VIII. Routledge. 2013: 21-22頁  [2024-07-26]. ISBN 9781135279585. （原始内容存档于2024-07-27）.
300. ↑  西藏的地位，第255页
301. ↑  董樹藩，西藏攝政熱振呼圖克圖與中央之關係(1934-1947)，（中華民國）蒙藏委員會，1986年2月，第56頁
302. ↑  西藏現況研究，第一輯，（中華民國）蒙藏委員會，第177、178頁
303. ↑  西藏的地位，第157，291页
304. ↑  劉學銚《從歷史看清西藏問題－揭開達賴的真實面貌》，思行文化，第186-187頁
305. ↑  "How CIA helped Dalai Lama to end up in exile", Russia Today, 03-18-2009
306. ↑  西藏的地位，註第131、133
307. ↑  西藏的故事，第314页
308. ↑  . 联合早报.
309. ↑  劉學銚（1986年），第88页
310. ↑  西藏的地位，第285页
311. ↑  . CNN.   [2019-08-25]. （原始内容存档于2021-02-06）.
312. ↑  . livemint.   [2019-08-25]. （原始内容存档于2021-02-06）.
313. ↑  Atul Aneja. . The Hindu.   [2019-08-25]. （原始内容存档于2021-02-06）.
314. ↑  蒙藏委員會，西藏現況研究，第一輯，第54-55頁
315. ↑  「一：中共破壞西藏歷史性的自治，違反了北京於1951年提出的鄭重保證；二、違反西藏人民意願野蠻干預；三、對西藏實施軍事統治」劉學銚 1986，第86－87頁
316. ↑  龍在雪域，第280-281页
317. ↑  龍在雪域，第281-282页
318. ↑  《共產國際執委第十三次全會論中國》（1933年12月）
319. ↑  西藏的地位，第284页
320. ↑  西藏的地位，第304-305页
321. ↑  蒙藏委員會，西藏現況究研，1985年11月，第16頁
322. ↑  7月19日，S. Iijin在The Literalurnay Gazeta發文透露毛澤東在中國共產黨中央委員會傳達一項文件，故意製造西藏人民的反抗，來作為種族屠殺和鎮壓的藉口。還引用了1977年9月中國人民日報的文章「西藏一切發展都如毛澤東所預料」劉學銚 1986，第98頁
323. ↑  劉學銚（1986年），第98页
324. ↑  劉學銚（1986年），第100－101页
325. ↑  1987年9月21日，達賴喇嘛於美國議會的人權委員會提出五點：１把整個西藏轉化為一個和平地區，２中國停止危及藏族生存的移民政策，３尊重藏族人民的人權和基本權利，４重建保護西藏自然環境，中國應放棄在西藏儲存核子廢棄物，５對西藏問題進行真正的會談
326. ↑  1988年6月15日，達賴喇嘛在法國斯特拉斯堡的歐洲議會中對五點再進行說明
327. ↑  林照真（2000年），第329页
328. ↑  「接受朱立熙、白裕承專訪」楊碧川，達賴與西藏獨立，一橋出版，ISBN 957-98898-2-1，第177-183頁
329. ↑  . 藏人行政中央官方中文網.   [2004-07-29]. （原始内容存档于2004-08-24）.
330. ↑  挪威，諾貝爾和平獎，1989年12月10日。印度，和平團結獎(Peace and Unity Award)，1991年8月23日。蒙古，亞洲佛教和平會議特殊勳章，1979年6月17日。
331. ↑  達賴喇嘛新傳，第136页，他們認為達賴得到的那些獎項是國際間的反中國浪潮裡，基於政治動機，西方勢力強烈支持達賴與分離主義份子，一心想以宗教傳統保留農奴與封建制度所做出的舉動。
332. ↑  西藏生與死，第271页
333. ↑  西藏生與死，第285页
334. ↑  西藏生與死，第292页
335. ↑  .   [2014-02-16]. （原始内容存档于2014-03-07）.
336. ↑  《江澤民克林頓記者招待會》，《北京之春》，1998年8月號
337. ↑  . 西藏人權與民主中心. Canada Tibet Committee. 1998-09-30  [2014-07-23]. （原始内容存档于2016-03-04）.（英文）
338. ↑  . The U.S. Department of State. 1998  [2024-05-22]. （原始内容存档于2022-01-25）. The central government and other provinces of China heavily subsidize the Tibetan economy, which has grown by an average annual rate of 10.5 percent during 1989-1996. Over 90 percent of Tibet's budget income comes from outside sources. Tibet also benefits from a wide variety of favorable economic and tax policies⋯⋯Overall, government development policies have helped raise the economic living standards of many ethnic Tibetans.⋯⋯undermining Tibet's unique cultural, religious, and linguistic heritage.
339. ↑  鄭金德，大西藏文化巡禮，台北，昭明出版，2000年，ISBN 957-0336-54-4，第62-68頁
340. ↑  林照真（2000年），第224，228，232页
341. ↑  . BBC. 2013-10-22  [2014-07-23]. （原始内容存档于2014-07-21）.（英文）
342. ↑  . VOA. 2013-10-22  [2014-07-23]. （原始内容存档于2014-08-08）.（英文）
343. ↑  . 中国网.   [2014-07-23]. （原始内容存档于2014-06-05）.
344. ↑  专访藏青会主席[]次旺仁增：从未说过藏青会计划做自杀式攻击[永久]
345. ↑  .   [2011-12-24]. （原始内容存档于2016-03-07）.
346. ↑  根據王力雄的解釋，“穩定集團”為：「中共在西藏當地建立一個長期紮根、擔負鞏固主權之使命的集團。那個集團開始是以進藏軍隊和各級黨政官員為主，大部分是漢人，也包括維持其運轉的各種輔助系統人員。可以根據那個集團的使命，將其稱為“穩定集團”。隨著時間的推移，“穩定集團”的規模越來越大，藏人在其中佔的比例也逐步變得越來越高。」
347. ↑  王力雄（1998年），第209-210, 226页
348. ↑  林照真（2000年），第188-189页
349. 1 2  Tsering Namgyal. . 亞洲時報在線. 2003-05-23  [2014-08-04]. （原始内容存档于2014-08-08） （英语）.
350. ↑  四水六崗衛藏志願軍. .   [2014-08-04]. （原始内容存档于2016-04-08） （英语）.
351. ↑  四水六崗衛藏志願軍. .   [2014-08-05]. （原始内容存档于2015-09-23）.（英文）
352. ↑  林照真（2000年），第24页
353. ↑  林照真（2000年），第198页
354. ↑  . Bullfrog Films.   [2021-04-24]. （原始内容存档于2021-04-10）.
355. ↑  . caamedia.org.   [2021-04-24]. （原始内容存档于2021-04-25）.
356. ↑  . Buddhist Film Foundation.   [2021-04-24]. （原始内容存档于2021-04-24）.
357. ↑  YouTube上的Yogis of Tibet
358. ↑  . 天馬行空.   [2021-04-24]. （原始内容存档于2021-04-24）.
359. ↑  YouTube上的6/8【當龍吞了太陽】中文完整版預告
360. ↑  喇嘛殺人，第106页

## 外部連結
- 中国西藏信息中心
- 中央人民政府和西藏地方政府关于和平解放西藏办法的协议
- 《中国人民解放军西藏军区布告》(1959年3月20日)
- 西藏諜影(The shadow circus: the cia in tibet)
- 第十四世達賴喇嘛辦公室（页面存档备份，存于）
- 西藏流亡政府网站（页面存档备份，存于）(英文)
- 西藏之页：西藏流亡政府与北京政府通信录(繁体)
- （英文）国际西藏独立运动（页面存档备份，存于）
- （英文）西藏學社 Tibet Society（页面存档备份，存于）